# Песма Евровизије
Избор за Песму Евровизије (енгл. Eurovision Song Contest, фр. Concours Eurovision de la Chanson), први пут одржан 1956. године, годишњи је фестивал забавне музике такмичарског карактера са великим бројем земаља обухваћеним телевизијским и радио преносом, у којем учествују извођачи из бројних земаља чији су национални телевизијски емитери активни чланови Европске радиодифузне уније.
Свака национална телевизија-учесник такмичења бира (националним избором отвореног или затвореног типа, интерним избором или другачије) песму која се као представник своје земље изводи уживо у директном телевизијском преносу и затим додељује поене по њима најбољим песмама, чијим се сабирањем одређује победник такмичења.
Име фестивала везано је за телевизијску дистрибутивну мрежу Евровизија (назив под којим се данас најчешће подразумева сама Песма Евровизије) Европске уније за радиодифузију која покрива потенцијалних милијарду гледалаца. Песма Евровизије је један од телевизијских програма са најдужом традицијом у свету, као и најгледанији не-спортски програм на свету, чије се процене гледаности широм света процењују на око 200 милиона. Осим у Европи, овај програм је путем радија и телевизије преношен и у земљама на свим другим насељеним континентима. Први пут је 2015. године шоу преношен уживо путем -YouTube}- канала. Песма Евровизије је 2015. године ушла у Гинисову књигу рекорда као годишњи такмичарски телевизијски програм који се најдуже емитује. Такмичење је одржано сваке године од 1956. године, осим 2020. године када је такмичење отказано због пандемије вируса корона.
Такмичење је традиционално познато по лагано оркестрираној певљивој поп музици, раније шлагерима, а у последњем периоду по електропоп и денс поп нумерама. Међутим, на Песми Евровизије је изведен и велики број песама најразноврснијих жанрова на више од 50 различитих језика. У периоду такмичења након почетка 21. века међу најбоље пласираним песама су се налазили поджанрови поп музике (снажне баладе, електронска денс музика, диско, поп-опера, синт поп, дабстеп, шансона, хиперпоп), етно и традиционална музика, -R&B}- и други жанрови проистекли из блуза (џез, соул, госпел, ска), рокенрол (хард рок, алтернативни рок, хеви метал, фолк рок, индастријал метал), кантри, хип хоп и инди. Осим такмичарског дела, део фестивала су традиционално и музичко-визуелни ревијални програм са специјалним гостима који чине међународно познате личности, не само из света музике.
Највећи број победа на такмичењу, седам, су оствариле Ирска и Шведска, укључујући по две победе Џонија Логана и Лорен као извођача. Највеће успехе на међународној музичкој сцени након победе су остварили -ABBA}- и Селин Дион, док су интернационалне хитове имали и Тото Кутуњо, Франс Гал, -Katrina and the Waves}-, Вики Леандрос и -Måneskin}-. Само учешће је било једно од почетних фаза запажених музичких каријера извођача као што су Хулио Иглесијас, Оливија Њутон Џон, Доменико Модуњо, Нана Мускури, Клиф Ричард и -The Shadows}-, Лара Фабијан, Здравко Чолић и -t.A.T.u.}-, а наступ у ревијалном програму прво јавно појављивање трупе Риверденс.

## Почеци
Европска унија за радиодифузију осмислила је Песму Евровизије на предлог Марсела Безенсона са састанка у Монаку 1955, по узору на успешни пилот-пројекат, сада чувени Музички фестивал у Санрему. Био је то још један мали покушај у низу таквих, у истом периоду кад је основана и сама Европска заједница за угаљ и челик, да се послератна (западна) Европа напокон окрене разумевању и сарадњи. У овим раним данима телевизије, повезивање бројних земаља у широку међународну мрежу је виђено и као веома амбициозни технолошки експеримент: сателитска телевизија није постојала, а мрежа Евровизије се састојала од земаљске микроталасне мреже. Израз „Евровизија” за мрежу Европске уније за радиодифузију је први пут употребио британски новинар Џорџ Кемпи у Лондон ивнинг стандарду 1951.
У првом такмичењу, одржаном у швајцарском Лугану 24. маја 1956, учествовале су Француска, СР Немачка, Италија, Холандија, Луксембург, Белгија и домаћин Швајцарска. Свака земља је послала две песме, тако да је укупно било 14 песама. Ово је био једини избор на ком су земље имале више од једне песме; од 1957. државама учесницама је дозвољено да шаљу само једну песму. Наредне године, прикључиле су се и Уједињено Краљевство, Данска и Аустрија, које су са првог фестивала дисквалификоване због закаснелих пријава. Број земаља учесница од тада расте; на Песми Евровизије 2008. у Београду је учествовао рекордан број од 43 земље, а 2011. и 2018. је тај рекорд изједначен.
Фестивал је у почетку био познат као „Eurovision Grand Prix” (прев. Велика награда Евровизије), према имену Le Grand-Prix Eurovision de la Chanson Européenne (прев. Велика европска награда такмичења за песму Евровизије 1956.) које је коришћено у франкофоним земљама, док није замењено садашњим „Contest” (прев. такмичење). Мрежа Евровизије се користи и за међународне преносе бројних информативних и спортских програма, као и других специјализованих програма које организује ЕУР. Песма Евровизије је далеко најпознатија међу њима, због чега је одавно постала синоним са именом „Евровизија”.

## Преглед формата
Формат Песме Евровизије се развијао током времена, али су основне поставке увек биле сличне. Земље учеснице, односно емитери чланови ЕУР, бирају песме представнице на такмичењу, које се у аудиторијуму у граду домаћину изводе уживо у телевизијском програму који се путем евровизијске мреже непосредно преноси истовремено у свим земљама. Место одржавања такмичења били су, раније, телевизијски студији, позоришне или концертне сале или, у новије време, велике арене, али увек уз присуство фестивалске публике. Песме Евровизије одржавају се по правилу на ласцивно опремљеним и осветљеним грандиозним позорницама, које се данас постављају недељама пред такмичење, и чији се изглед понекад описује изразом „all balls out (прев. све на сунце). После краће уводне секвенце и програма отварања такмичења, увод у програм гледаоцима и публици обаве један или више познатих водитеља из земље домаћина, који гледаоцима желе добродошлицу на званичним језицима фестивала, енглеском и француском. Традиционално је цео програм вођен наизменично на оба језика, мада се данас махом користи само енглески.
Затим се прелази на извођење уживо песама учесница. Извођењу сваке песме претходи кратка „разгледница”: док би се у ранијим издањима сваком разгледницом би се представила земља чија ће песма бити изведена, у новијој пракси се у „разгледници” представља земља домаћин, као врста рекламе за туристичку дестинацију. После свих песама, следи подсећање публике кратким исечцима на сва извођења, након чега се оставља временски интервал за гласање у којем свака земља одлучује којим ће песмама из других земаља доделити своје поене. Начин додељивања гласова се мењао временом између гласања стручних жирија и гласања гледалаца; почевши од 2016, поени сваке земље се додељују тако да жири и телегласање имају своје посебне поене. У паузи од извођења свих песама и рекапитулације исечака до објављивања резултата гласања изводи се посебан наступ, који припрема земља домаћин по свом избору.
Након паузе, у полуфиналима, домаћини објаве којих 10 земаља су прошле у финале, док у финалу, земље редом у директним укључењима саопштавају гласове својих чланова стручног жирија. На те гласове се додају гласови публике из земаља учесница, чијим сабирањем се добија победник такмичења, чијим репризним извођењем се завршава пренос. Победник добија, пре свега, сам престиж победе, којег прати и специјалан стаклени трофеј, док се победничка земља позива да буде домаћин такмичења наредне године.
Препознатљива уводна мелодија, којом сваке године почињу преноси Песме Евровизије и Бечког новогодишњег концерта, је риторнел тема Позоришта ремек-дела, из прелидаа оркестрацији Те деума Марк-Антоана Шарпантјеа (Х.146 у нумерацији Хјуа Вајлија Хичкока).
Финално вече Песме Евровизије се традиционално одржава у пролећно суботње вече, са почетком у 21 час по средњоевропском летњем времену. Обично се бира субота у мају, мада је било и година да је такмичење одржавано у четвртак (1956) или већ у марту. Великој вечери претходи евровизијска седмица проба, конференција за штампу и дружења. Од 2004. године, због све већег броја земаља које су желеле да учествују, уведено је и квалификационо вече, познато као полуфинале, које је одржавано у четвртак пред финале (2004, у среду пред финале). Са преласком на формат две полуфиналне вечери 2008, оне се одржавају у уторак и четвртак пред финално вече.

## Учешће земаља
Педесет две земље су учествовале макар једном. Сви активни чланови Европске радиодифузне уније добијају позив за учешће сваке године, док придружени чланови (као што је Аустралија) морају да добију специјалну позивницу како би учествовали. Земље активних чланова морају припадати Европском радиодифузном простору, или бити чланови Савета Европе. Европски радиодифузни простор дефинише Међународна унија за телекомуникације као:
„Европски радиодифузни простор” ограничава на западу западна граница Региона 1 Интернационалне телекомуникационе Уније, на истоку меридијан 40° источно од Гринича, и на југу паралела на 30° с. г. ш. Јерменија, Азербејџан. Грузија и Украјина, као и територије Ирака, Јордана, Турске и Сирије изван ових граница су део овог простора.
(Западна граница „Региона 1” је линија повучена западно од Исланда средином Атлантског океана.)
Активни чланови ЕУР су емитери чији су програми доступни (практично) свој популацији земље у којој им је седиште, и испуњавају додатне услове, попут значајне самосталне продукције и (испуњаване) обавезе производње програма за све сегменте друштва, који оцртавају природу националног емитера (у контрасту са чисто комерцијалним емитером).
На овај начин, простор земаља које се могу пријавити за учешће на Песми Евровизије укључује и ваневропске државе као што су Израел, Мароко, Тунис, Алжир, Египат, Либан, Либија и Јордан, али од ових земаља до сада су учествовали једино Израел (највећи број година од 1973) и Мароко (једном, 1980). Либан требало да наступи први пут 2005, али се повукао (значајно после рока) након одбијања да преноси наступ израелског представника. Тунис је требало да има свој деби 1977. године и да наступа под редним бројем четири. Верује се да Тунис не жели да учествује због присуства Израела, а тунижански јавни сервис (ЕРТТ) је 2007. изјавио „да неће учествовати у блиској будућности због захтева владе”.
Ако активан члан жели да учествује, он мора испунити услове из правилника такмичења, који се сачињава за сваку годину; тренутно то је плаћање ЕРУ накнаду за учешће до задатог рока.
Аустралија је позвана 2015. године као специјална гошћа поводом јубиларног 60. издања Песме Евровизије иако не припада Европском радиодифузном простору, али је прикључени члан и више година преноси такмичење. Те године је ЕРУ променила правила тако да је дозвољено да позову придружене чланице ЕРУ на такмичење ако желе. Наредне године је потврђено да ће Аустралија поново учествовати.

## Избор песама представница
Свака земља шаље по једну песму која ће је представљати дате године; једини изузетак било је прво издање, 1956. године, када су сваку земљу представљале по две песме. Правила Песме Евровизије налажу да песма учесница не може бити песма која је на било који начин објављена, комерцијално, изведена на концерту и сл. пре првог септембра претходне године (на пример за Песму Евровизије 2021, то би био 1. септембар 2020), чиме се обезбеђује да се на фестивалу појаве нове оригиналне песме, не постојеће успешне песме које је публика слушала већ неколико година. Песме не смеју бити ни обраде нити користити мотиве других песама.
Начин избора представника на Песми Евровизије ствар је сваке земље посебно: емитер може представника и/или песму одабрати интерном одлуком, или може бити одржано јавно такмичење отвореног (песме пристижу на конкурс) или затвореног (песме достављају композитори по позиву) типа, формата националног фестивала или телевизијске емисије, са једним или више извођача, у којем гледаоци телегласањем, чланови жирија или комбиновано бирају између песама кандидата. Најчешће се користи формат јавног такмичења, познатог као национално финале, који охрабрује и Европска унија за радиодифузију, будући да генерише више публицитета за Песму Евровизије.
Национална финала неких земаља су велика као, или чак већа, од саме Песме Евровизије, а често им претходи и неколико квалификационих полуфинала сличног формата.

## Евровизијска седмица
Израз „евровизијска седмица” се односи на недељу током које се одржава Песма Евровизије. Како је Песма Евровизије живи програм, од учесника се очекује да, поред проба у својој земљи, неколико пута испробају свој наступ и на евровизијској сцени како би све текло по плану у живом преносу. Ове пробе се одржавају неколико дана пре вечери које се преносе, због чега делегације, а стога и новинари и обожаватељи, у град домаћин пристижу велики број дана пре самог такмичења, и догађаји везани за Песму Евровизије трају далеко дуже од неколико сати телевизијског преноса. Делегације одседају у званично акредитованим хотелима, одакле извођаче и њихове пратиоце до и од места одржавања такмичења превозе шатл аутобуси.
Сваки од емитера учесника одређује предводника делегације, чији је задатак да координише кретања својих делегата и који наступа као представник своје земље у Европској унији за радиодифузију за сва питања везана за Песму Евровизије. Делегацију чине извођачи, текстописци, композитори, званични представници за штампу, као и диригент, уколико се те године користи оркестар, и ако га песма користи (што није био случај од 1999). Сваки емитер може, уколико жели, послати и коментатора као члана делегације, који током преноса даје коментар за телевизијски и радио пренос за ту земљу. Коментатори преносе из кабина посебно намењених за ту сврху, које се налазе уз руб арене, иза публике.

### Пробе и конференције за штампу
По традицији, делегације су пристизале у недељу пред такмичење, како би биле присутне на почетку проба у понедељак ујутро. Међутим, од увођења полуфинала и раста броја земаља учесница, од 2004. године прве пробе почињу током недеље пре евровизијске седмице, уз засебне календаре за пробе земаља које учествују у полуфиналу, чије пробе почињу раније, и земаља директно пласираних у финале. Тако, почевши од увођења два полуфинала 2008, тзв. „евровизијска седмица” заправо почиње пуне две седмице пре великог финала.
Након пробе сваке земље, делегација се у сали за прегледање снимака састаје са уметничким директором програма, где прегледају снимке управо изведених проба, дискутују о угловима камера, осветљењу и кореографији, са циљем да остваре највећи естетски ефекат на телевизији. Ово је и прилика за шефа делегације да телевизији-домаћину саопшти евентуалне посебне захтеве за наступ. Након овог састанка, делегација (према планираном распореду) држи конференцију за штампу, где акредитовани новинари могу постављати питања, а неретка су и извођења уживо и „специјални наступи” којима се жели привући пажња. Пробе и конференције за штампу се одржавају паралелно; тако да док једна земља разговара са новинарима, друга изводи пробу у аудиторијуму. Домаћин обезбеђује информативну службу, која саставља штампани сажетак питања и одговора са конференција за штампу и доставља их у новинарске сандучиће.
Дан пре полуфиналних вечери се одржавају две генералне пробе (са пуном кореографијом и публиком са плаћеним улазницама). На основу друге од те две пробе, жири даје своје гласове у полуфиналима. То се ради да би се спречило намештање гласова жирија после пристизања резултата телегласања, да би се олакшао притисак да се сви гласови процесуирају од једном и да би се имало времена да се ти гласови верификују и по потреби пониште. Завршне генералне пробе се раде на преподне дана полуфинала и познати су под именом "породични шоу" јер породице са децом могу да присуствују због раног времена почетка. Када су познати учесници финалне вечери, одржавају се две генералне пробе у петак (на другој жири даје своје гласове, тј. вече жирија) и завршна генерална проба у суботу поподне (породични шоу), пред велико финале у суботу увече.
Организатори задржавају могућност да, у случају да током директног преноса било које такмичарске вечери нешто крене озбиљно непредвиђеним током, замене у одговарајућем трајању пренос снимком са генералне пробе (вечери жирија) која је обављена дан пре.

### Забаве и Евроклуб
У понедељак евровизијске седмице се традиционално одржава градоначелников пријем, који се обично одржава у свечаној сали градске администрације у центру града. На ову прославу добродошлице су позване све делегације и обично је прате музика уживо, закуска и пиће као и, у новије време, ватромет.
Након полуфинала и великог финала организују се журке, било у простору у оквиру комплекса у којем се одржава такмичење или у другом погодном простору у граду. Сваке вечери евровизијске седмице се одржава Евроклуб, ноћни клуб на евровизијску тему, у који се позива све акредитовано особље.
Традиционално, током евровизијске седмице многе делегације су, поред званичних, организовале и своје журке, често у заједничкој организацији неколико земаља. Међутим, у новије време тренд иде ка централизацији ових активности и одржавању прослава у Евроклубу.

## Гласање
Системи гласања коришћени на Песми Евровизије мењали су се кроз историју такмичења. Данашњи систем је у употреби од 2023. године, и представља варијанту позиционог гласања. У финалу у свакој земљи жири и публика додељују одвојен сет поена по традиционалној евровизијској шеми 12,10,8,7,6,5,4,3,2 и 1 поен за својих 10 омиљених песама. Гледаоци у државама које не учествују гласају онлајн и имају исту моћ као публика једне државе учеснице. Прво се презентују гласови жирија сваке државе посебно, а онда бодови телегласања збирно за сваку државу и остатак света, по редоследу обрнутом од резултата гласања жирија. Од 2023, само публика земаља учесница и земаља које не учествују на такмичењу ће одлучити које државе ће се пласирати у финале.
Дуги низ година, расподелу поена од дате земље је одређивао интерни жири, али је 1997. пет земаља (Аустрија, Немачка, Уједињено Краљевство, Швајцарска и Шведска) пробно користило телегласање: по извођењу свих песама, публика се кратким исечцима подсећа на све изведене песме, и затим у датом временском интервалу гласа за своје фаворите окретањем посебних бројева телефона за сваку песму. Експеримент је сматран успешним, и земље су од 1998. охрабриване да користе телегласање кад год је то могуће, тако да је број земаља које су своје бодове одређивале гласањем публике растао, и од 2004. телегласање по правилима користе све земље, (осим Сан Марина који нема независну телефонску мрежу) при чему се, осим са фиксних телефона, данас може гласати и слањем СМС порука. Од 2004. до 2008. гласови свих земаља учесница одређивани су по правилу искључиво на основу резултата телегласања, мада је свака земља и даље имала и резервни жири, чији би се поени користили у случају да дође до техничких проблема у телегласању или да број пристиглих гласова гледалаца буде мањи од извесног минимума. Тај резервни жири је 2008. и 2009. коришћен и да одреди једног финалисту из сваког полуфинала.
ЕУР је, након Песме Евровизије 2008, од емитера у упитнику затражила мишљење о могућим изменама поступка гласања од дотадашњег 100% телегласања и, у складу са мишљењем већине емитера у овој анкети, одлучила да се током Песме Евровизије 2009, гласови жирија и публике комбинују у односу ½:½ приликом гласања у финалној вечери. Овај систем је проширен на полуфиналне вечери 2010. године и коришћен је до 2015.
Године 2016, бодови публике и жирија су одвојени, те је свака држава додељивала два сета бодова. Од 1975. до 2015. године, додељиван је само један сет. Од 2018. сваки члан жирија саставља хијерархију свих такмичарских песама, а потом се резултати сваког члана комбинују заједно у ексоненцијалном моделу уместо тражењем просека резултата сваког члана жирија посебно, што значи да је утицај једног члана жирија када стави песму ниско у свом рангу умањен.

## Правила
Песма Евровизије подлеже бројним правилима, којих се морају придржавати организатори и све земље учеснице. Посебан опширни правилник се саставља за сваку годину одржавања, који експлицитно излаже све детаље, укључујући и датуме до којих одређене ствари морају бити урађене, попут, рецимо, рока за пријаву учешћа или одустајање без финансијских и других пенала, или рока до којег емитери морају доставити ЕУР коначне снимљене верзије својих песма. Многа правила се односе на правне и финансијске аспекте попут уговора о спонзорству или права емитера да емитују и ре-емитују програм кроз конкретне медије унутар одређеног временског прозора. И најважнија правила која обликују формат такмичења и његово представљање су се мењала током година, и оцртана су у овом одељку.

### Земља домаћин
Швајцарска и Немачка су се саме пријавиле за организацију прве две Песме Евровизије. 1958. године је одлучено да ће надаље, земљи победници првој бити понуђена организација такмичења наредне године; Холандија, као победник Песме Евровизије 1957. је прихватила одговорност и организовала такмичење наредне године у Хилверсуму. Од када је ово правило уведено, земља победник је била домаћин сваке године изузев следећих шест:
- 1960: такмичење је организовао  у Лондону, након што је Холандија одбила због трошкова. Одлучено је да Уједињено Краљевство буде домаћин, јер су заузели друго место 1959.[34]
- 1963: такмичење је организовао  у Лондону, након што је Француска одбила због трошкова. Уједињено Краљевство је било домаћин иако је 1962. њихова песма заузела тек четврто место, јер су Монако и Луксембург, који су били други и трећи, такође одбили организацију.[34]
- 1972: такмичење је организовао BBC у Единбургу, након што Монако није био у стању да обезбеди одговарајући простор за одржавање такмичења. Телевизија Монака је онда позвала BBC да преузме организацију због ”претходног искуства”.[34]
- 1974: такмичење је организовао BBC у Брајтону, након што је Луксембург одбио због трошкова.[41]
- 1980: такмичење је организовао холандски емитер НОС у Хагу, након што је израелска телевизија одбила због трошкова, као и због чињенице да се датум изабран за такмичење (19. април) те године поклапао са Даном сећања у Израелу. Холанђани су понудили да буду домаћини такмичења након што је неколико других емитера, укључујући и BBC, одбило.
- 2023: такмичење је организовао британски емитер BBC у сарадњи са украјинским емитером UA:PBC, након што је ЕРУ објавила да Украјина није у могућности да буде домаћин због изразито лошег политичког и ратног стања изазваних руском инвазијом на Украјину. Украјина је као победник такмичења 2022. добила директан пласман у финалу.[34]

Када су 1969. године четири песме проглашене за победнике, о домаћину наредног такмичења је одлучено жребом. Од 1981, сва издања Песме Евровизије су одржана у земљи која је победила претходне године.
Организација такмичења представља значајно финансијско оптерећење; на пример, Песма Евровизије 2014. је коштала 15 милиона евра. Када је организација у прошлости одбијана због трошкова, емитери су већ били домаћини такмичења у некој од скорих претходних година. Ирска национална телевизија је деведесетих година била у озбиљним финансијским проблемима због четири победе у року од пет година. Постоје чак и спекулације да неке земље намерно шаљу лошије композиције како би биле сигурне да ће их обавеза организације мимоићи. Са друге стране, Песма Евровизије представља јединствену могућност да се свака земља представи као туристичка дестинација, а са новијим наглим растом популарности Песме Евровизије, повећане су и могућности комерцијалног спонзорства.
Од 2015. када је Аустралија добила право на учешће, донесено је правило да у случају победе Аустралије иста држава номинује неку државу пуноправну чланицу ЕРУ да она буде домаћин следеће године.

#### Место одржавања
Највећи део трошка такмичења покривају спонзори такмичења и накнаде за учешће других земаља учесница. Телегласање је такође значајан извор прихода. Песма Евровизије се сматра јединственом приликом за промовисање земље домаћина као туристичке дестинације. На пример, пред одржавање Песме Евровизије 2005, Украјина је током целог лета укинула визе туристима држављанима Европске уније и Швајцарске.
Припреме за одржавање фестивала почињу неколико недеља након што земља победи, и потврди ЕУР да намерава и да има могућности да буде домаћин такмичења. Бира се град-домаћин, који је обично, али не увек, главни град, и концертни објекат, у којем ће се фестивал одржати. Највећи објекат који је био домаћин Песме Евровизије био је фудбалски стадион Паркен у Копенхагену, на којем је 38.000 људи у публици пратило Песму Евровизије 2001, када је Данска била домаћин. Најмање место у којем је такмичење икада одржано било је село Милстрит у округу Корк у Ирској, где је одржана Песма Евровизије 1993. Милстрит је имао око 1.500 становника, мада је у Грин Гленс арени било места за значајно већи број (око 8.000) гледалаца.
Приликом избора града домаћина и места одржавања, важну улогу игра близина одговарајућих капацитета хотела и простора за новинаре. У Кијеву 2005, хотелске собе је било тако тешко наћи да су организатори такмичења тражили од украјинске владе да блокира резервације које нису биле део званичних алокација за делегације или туристичких пакета, што је довело до отказивања хотелских резервација многих људи..

### Извођење уживо
Сви водећи вокали морају бити изведени уживо, а пратећи снимци смеју да садрже само пратеће вокале. До 2019. године, сви вокали су морали да буду изведени уживо. Године 1999. песма „Марија Магдалена” са којом је Дорис Драговић представљала Хрватску праћена је матрицом која је током рефрена садржавала гласове веома налик људским, а људски гласови на матрици су тада били забрањени. Упркос инсистирању хрватске делегације да су у питању дигитално синтетисани звуци који имитирају људске гласове, ЕУР је одлучила да је Хрватска ипак прекршила правила и казнила ју је одузимањем 33% поена за рачунање петогодишњег просека према којем је, по тадашњим правилима паузирања, одређивано учешће земаља на Песми Евровизије. Уклањање оркестра и разговори о уклањању правила да сви вокали морају да буду изведени уживо, довели су до критике фанова и критичара да је избор постао превише комерцијализован и да је аутентичност наступа угрожена.
2017. године, Норвешка делегација је затражила уклањање правила да сви вокали морају да буду изведени уживо. Разговори су резултат незадовољства које је Норвешки представник Jowst показао у интервјуу 24. марта, причајући о „чопинг” техници узорака вокала у својој песми Grab the Moment, које би било немогуће реплицирати уживо. После разговора са ЕРУ, НРК је добила дозволу да користи наснимљене вокале, али су имали и резервни план у случају да се велики број делегација буни против те одлуке који је укључивао пратеће вокале уживо.
 Један од знакова распознавања ранијих издања Песме Евровизије био је и живи оркестар на сцени, који је земља домаћин од 1956. до 1998. била обавезна да обезбеди учесницима. Пре 1973, правила су прописивала да оркестар домаћина мора изводити сву музику; од 1973. надаље, унапред снимљене инструменталне матрице су дозвољене, али је домаћин свеједно морао да обезбеди живи оркестар како би учесници имали избор. Ако би пратеће траке биле коришћене, сви инструменти који се на њој чују морали су бити присутни на сцени. Песма Џине Џи из Уједињеног Краљевства за Евровизију 1996. Ooh Aah... Just a Little Bit је имала компјутерски генерисане звукове и због овог услова је Уједињено Краљевство морало да има компјутере на сцени. Овај услов је укинут 1997.
Правила су измењена 1999. тако што је уклоњен захтев емитеру-домаћину да обезбеди живи оркестар, већ је оркестар остављен као опција организатору такмичења. Домаћин такмичења те године, израелска телевизија ИБА, одлучила је да не користи оркестар како би уштедела на трошковима, тако да је 1999. била прва година у којој су све песме извођене у потпуности преко наснимљене инструменталне матрице (скупа са живим вокалима). Оркестар се од тада није вратио на такмичење, тако да је (за сада) последњи пут коришћен у Бирмингему 1998. Захтев представника Словеније 2009, гудачког квартета Квартисимо, да своју махом инструменталну нумеру изведу уживо уз појачиваче звука је одбијен пошто је оцењено да није у складу са правилима.

### Песме
Прве године, песме нису биле временски ограничене, али је већ од 1956. године ЕРУ препоручила да песме не буду дуже од 3½ минута. Од 1958. године важи садашње строго ограничење на (ни секунд дуже од) три минута, али је понекад због људског фактора у оркестралном извођењу песама тај лимит премашиван за пар секунди. Неретко, извођачи за тржишно издање снимају дужу верзију, изводећи на Евровизији краћу троминутну верзију. Иако већина емитера користи исто ограничење дужине у избору својих представника, неки кандидатима дозвољавају и нешто дуже песме, које, уколико буду изабрани, морају додатно скратити до не дуже од три минута; на пример, у Албанији, песме у националном финалу не смеју бити дуже од 3 минута и 20 секунди.
Правила Песме Евровизије никада нису дозвољавале искључиво инструменталне композиције, и ова забрана је увек снажно спровођена. Међутим, убедљиви победник Песме Евровизије 1995, композиција Nocturne норвешког двојца Secret Garden, била је превасходно дело амбијенталне инструменталне музике, са скупа 25 речи на норвешком језику, чиме су задовољене пропозиције такмичења. На словеначком избору ЕМА 2004, друго место је заузео двојац Rožmarinke са композицијом Клише, која је имала једну једину реч на самом крају песме.
Песме и њихово извођење „не смеју довести такмичење на лош глас”. Међутим, граница тога шта чини „лош глас” није сасвим чврста и, поред безброј песама о миру у свету и љубави међу свим људима, ни актуелне политичке теме никада нису биле стране на Песми Евровизије. Првих неколико наступа бивших југословенских република укључивало је и текстове попут „никада не плачи, моје хрватско небо” или „сва бол свијета, је ноћас у Босни'. У новије време, омакну се и други нетрадиционални призори. Силвија Најт са Исланда се 2006. купала под златним тушем и телефонирала Богу, а Верка Сердјучка (сценска личност забављача Андреја Данилка) из Украјине је 2007. године госпође у пратећим вокалима потапшао по задњици.

### Језици
Правило које је раније захтевало да учесници певају на језику земље коју представљају је мењано неколико пута током година. Од 1956. до 1965. није било правила које је искључивало избор језика на ком се могло певати. Међутим, године 1966. је уведено правило да песме морају бити на једном званичних језика земље учеснице.
Ограничење у избору језика је трајало до 1973, када је оно укинуто и извођачи су опет могли да певају на језику по свом избору. Неколико победника је половином 1970-их искористило новодобијену слободу, укључујући групу АББА 1974. године.
Године 1977, ЕУР је одлучила да поново уведе ограничење о избору матерњег језика, с тим да су Немачка и Белгија прве године изузете, пошто су њихови национални избори били већ превише напредовали да би се правила мењала.
Године 1999, правило је промењено тако да се опет омогућила слобода избора. Тако је 2003. године белгијска група Урбан трад освојила друго место песмом Sanomi на потпуно измишљеном језику. 2005, представници Украјине певали су (у три минута) на седам језика, 2007. године, француски представници певали су на franglais језику, тако да су речи њихове песме биле насумично измешане на француском и енглеском језику, а летонски дует је 2005. део песме извео и на језику знакова.
Према речима песме у паузи другог полуфинала Песме Евровизије 2016. „That's Eurovision” (То је Евровизија), до тада је у такмичарским нумерама изведено око 60 светских језика. Једина земља која се ниједном није представила на свом службеном језику је Азербејџан, иако је представница Бугарске 2012. године Софи Маринова, на такмичењу одржаном управо у главном граду Азербејџана, у песми поменула једну фразу на азерском језику.
Песме су певане и на мањинским и готово заборављеним језицима и дијалектима. Швајцарска песма је 1989. певана на романш језику. Француска је слала песме на креолском, корзичком и бретонском, Аустрија на посебном алпском, Литванија на западнолитванском дијалекту, Русија на удмуртском језику и Норвешка на севернолапонском. Сања Илић & Балканика су 2018. представљајући Србију изводили песму која комбинује призренско-тимочки дијалект југоисточне Србије са стандардним српским језиком, док је Есма Реџепова из БЈР Македоније 2013. године отпевала свој део дуета на ромском језику. Представница Србије 2022. године је извела песму чији текст је делимично на латинском, поједини изрази из античких језика су, такође, коришћени у песмама, као што су старогрчки у песми Грчке 1995. године и Италије 2017, у којој је коришћен и санскрт. Од ваневропских језика је 1980. први пут изведен арапски у песми Марока, док су се у нумерама појављивали и изворни језици из Океаније (тахићански језик, Монако 2006) и подсахарске Африке (свахили, Норвешка 2011. и Сранан Тонго, Холандија 2021).
Карактеристичан део неких песама је чинио и део текста без значења који је садржао елементе традиционалних певања одређених поднебља као што су јојковање - певање Лапонаца (Норвешка 1980. и 2019), јодловање - карактеристично за народе на Алпима (Румунија 2017) и традиционално ромско певање (Мађарска 2017).
Извођачи најчешће певају на енглеском језику у нади да ће њихове песме публика лакше разумети. Немали број извођача снима засебну верзију на матерњем језику за тржишно издање и енглеску верзију за евровизијски наступ, или пева део текста на матерњем, а део на енглеском језику. Песма „Молитва”, са којом је Србија победила 2007, је била прва песма победница у целости певана на матерњем језику од када је 1999. враћена могућност певања на језику по избору (све победничке песме у међувремену биле су у целости на енглеском језику, изузев Wild dances 2004, која је имала и делове на украјинском). Украјина је 2016. године победила с песмом која садржи делове на кримскотатарском језику.

### Извођачи
1956 број извођача главних вокала на сцени је био ограничен на 1. Од 1956. до 1970. били су дозвољени само наступи солиста и дуета. Од 1971. године, број извођача на сцени повећан је на шест, што је и највећи број људи који смеју да изводе неку песму до данас. Осим извођача на сцени могу да се налазе и пратећи вокали, као и извођачи који имају улогу у сценском наступу (под условом да је укупан број људи 6 или мањи).
Извођачи могу бити било које националности. Небројено много француских извођача наступало је за Монако и Луксембург; Гркиње Нана Мускури и Вики Леандрос су наступале за Луксембург, а чешки певач Карел Гот за Аустрију. Американка Катрина Лесканич и Аустралка Џина Џ певали су за Уједињено Краљевство, Дејв Бентон са карипског острва Аруба за Естонију, Серхат из Турске и Американци Фло Рајда и Џими Вилсон за Сан Марино, а међу швајцарским представницима су били и Канађанка Селин Дион, Естонке „Ванила Нинџа”, те (2006) група „six4one”, која се састојала од шест извођача из шест различитих земаља. Земље су, међутим, потпуно слободне да ограниче националност својих представника: извођача, композитора или текстописаца, ако то желе; на пример, на београдској Беовизији могу учествовати једино извођачи држављани Србије, док аутори песама могу бити из целог света.
Сами извођачи морају имати 16 година на дан одржавања финала. Правило о минимуму старости је уведено након Песме Евровизије 1989, на којој је израелски представник имао 11, а француска представница 12 година. За млађе извођаче се од 2003. организује посебно такмичење, Дечја песма Евровизије. Неколико учесника Дечје песме Евровизије је касније представљало своје земље и на Песми Евровизије, као што су Невена Божовић, Сестре Толмачјове и група „O'G3NE”.

### Преношење програма
Свака телевизија-учесница мора преносити програм у целости: ово укључује све песме, рекапитулацију исечака песама пред телегласање, комплетан поступак гласања и победничко извођење. Емитери могу, уколико желе, прескочити шоу у паузи ради емитовања реклама; од 1999, емитери који желе имају више могућности за кратке рекламне блокове откако су у програм уврштени краћи, неесенцијални развоји. Емитери не морају преносити полуфинала у којима не учествују њихови представници ако то не желе; као изузетак, почевши од увођења две полуфиналне вечери 2008, домаћину и земљама „велике четворке” (касније "петорке") се „додељује” једно полуфинале које морају преносити и у којем гласају њихови гледаоци, док је пренос (или одложени снимак) другог полуфинала, као и код осталих земаља, необавезан.
У неколико случајева, као посебно осетљиво јављала су се и питања политичког признања. 1978. године, током извођења израелске песме, јорданска телевизија ЈРТВ је суспендовала пренос и приказивала слике цвећа. Када је после поодмаклог гласања постало јасно да ће Израел победити, ЈРТВ је једноставно нагло прекинула пренос, а затим су јордански медији, одбијајући да констатују чињеницу да је Израел победио, објавили да је победила Белгија (која је освојила друго место). 2005. године, Либан се пријавио за учешће и одабрао песму представницу. Међутим, либанска телевизија је касније утврдила да либански закони, који забрањују признање Израела, чине готово немогућим преношење извођења и израелске песме. ЕУР је обавестила Теле-Либан да би изузеће израелског наступа представљало кршење правила такмичења, и тако се Либан морао повући након што је већ потврдио учешће (тј. након рока за повлачење), за шта је од стране ЕУР кажњен новчаном казном и трогодишњом забраном учешћа.

### Редослед наступа
Од 1956. до 2012, редослед наступа у свим такмичарским вечерима је одређиван жребом. Од 2013, продуценти програма одређују ко наступа на којој позицији како би се осигурао квалитетан програм, а жребом се одлучује у којој половини такмичарске вечери ће нека држава наступити, у ком полуфиналу ће аутоматски финалисти гласати, као и тачну позицију у којој ће наступити држава домаћин у финалу.

### Хронологија правила
| Број песама по држави          | 2                               | 1                               | 1                               | 1                               | 1                               | 1                               | 1                               | 1                               | 1                               | 1                               | 1                               | 1                               | 1                               | 1                               | 1                               | 1                               | 1                               | 1 | 1 | 1 | 1 | 1 | 1 | 1 | 1 | 1 | 1 | 1 | 1 | 1 | 1 | 1 | 1 | 1 | 1 | 1 | 1 | 1 | 1 | 1 | 1 | 1                               | 1                               | 1                               | 1                               | 1                               | 1                               | 1                               | 1                               | 1                               | 1                               | 1                               | 1                               | 1                               | 1                               | 1                               | 1                               | 1                               | 1                               | 1                               | 1                               | 1                               | 1                               | 1                               | 1                               | 1                           | 1                           |     |     |     |     |     |     |     |     |     |     |     |     |     |     |     |     |     |     |     |     |     |     |     |     |     |     |     |     |     |     |     |     |     |     |     |     |
| Максималан број главних вокала | 1                               | 2                               | 2                               | 2                               | 2                               | 2                               | 2                               | 2                               | 2                               | 2                               | 2                               | 2                               | 2                               | 2                               | 2                               | 6                               | 6                               | 6 | 6 | 6 | 6 | 6 | 6 | 6 | 6 | 6 | 6 | 6 | 6 | 6 | 6 | 6 | 6 | 6 | 6 | 6 | 6 | 6 | 6 | 6 | 6 | 6                               | 6                               | 6                               | 6                               | 6                               | 6                               | 6                               | 6                               | 6                               | 6                               | 6                               | 6                               | 6                               | 6                               | 6                               | 6                               | 6                               | 6                               | 6                               | 6                               | 6                               | 6                               | 6                               | 6                               | 6                           | 6                           |     |     |     |     |     |     |     |     |     |     |     |     |     |     |     |     |     |     |     |     |     |     |     |     |     |     |     |     |     |     |     |     |     |     |     |     |
| Гласање за своју државу.       | Да                              | Не                              | Не                              | Не                              | Не                              | Не                              | Не                              | Не                              | Не                              | Не                              | Не                              | Не                              | Не                              | Не                              | Не                              | Не                              | Не                              | Не | Не | Не | Не | Не | Не | Не | Не | Не | Не | Не | Не | Не | Не | Не | Не | Не | Не | Не | Не | Не | Не | Не | Не | Не                              | Не                              | Не                              | Не                              | Не                              | Не                              | Не                              | Не                              | Не                              | Не                              | Не                              | Не                              | Не                              | Не                              | Не                              | Не                              | Не                              | Не                              | Не                              | Не                              | Не                              | Не                              | Не                              | Не                              | Не                          | Не                          |     |     |     |     |     |     |     |     |     |     |     |     |     |     |     |     |     |     |     |     |     |     |     |     |     |     |     |     |     |     |     |     |     |     |     |     |
| Максимална дужина песме        | Нема                            | Нема                            | 3 минута                        | 3 минута                        | 3 минута                        | 3 минута                        | 3 минута                        | 3 минута                        | 3 минута                        | 3 минута                        | 3 минута                        | 3 минута                        | 3 минута                        | 3 минута                        | 3 минута                        | 3 минута                        | 3 минута                        | 3 минута | 3 минута | 3 минута | 3 минута | 3 минута | 3 минута | 3 минута | 3 минута | 3 минута | 3 минута | 3 минута | 3 минута | 3 минута | 3 минута | 3 минута | 3 минута | 3 минута | 3 минута | 3 минута | 3 минута | 3 минута | 3 минута | 3 минута | 3 минута | 3 минута                        | 3 минута                        | 3 минута                        | 3 минута                        | 3 минута                        | 3 минута                        | 3 минута                        | 3 минута                        | 3 минута                        | 3 минута                        | 3 минута                        | 3 минута                        | 3 минута                        | 3 минута                        | 3 минута                        | 3 минута                        | 3 минута                        | 3 минута                        | 3 минута                        | 3 минута                        | 3 минута                        | 3 минута                        | 3 минута                        | 3 минута                        | 3 минута                    | 3 минута                    |     |     |     |     |     |     |     |     |     |     |     |     |     |     |     |     |     |     |     |     |     |     |     |     |     |     |     |     |     |     |     |     |     |     |     |     |
| Правила о језику               | Нема                            | Нема                            | Нема                            | Нема                            | Нема                            | Нема                            | Нема                            | Нема                            | Нема                            | Нема                            | Матерњи                         | Матерњи                         | Матерњи                         | Матерњи                         | Матерњи                         | Матерњи                         | Матерњи                         | Сви | Сви | Сви | Сви | Матерњи | Матерњи | Матерњи | Матерњи | Матерњи | Матерњи | Матерњи | Матерњи | Матерњи | Матерњи | Матерњи | Матерњи | Матерњи | Матерњи | Матерњи | Матерњи | Матерњи | Матерњи | Матерњи | Матерњи | Матерњи                         | Матерњи                         | Сви                             | Сви                             | Сви                             | Сви                             | Сви                             | Сви                             | Сви                             | Сви                             | Сви                             | Сви                             | Сви                             | Сви                             | Сви                             | Сви                             | Сви                             | Сви                             | Сви                             | Сви                             | Сви                             | Сви                             | Сви                             | Сви                             | Сви                         | Сви                         | Сви | Сви | Сви | Сви | Сви | Сви | Сви | Сви | Сви | Сви | Сви | Сви | Сви | Сви | Сви | Сви | Сви | Сви | Сви | Сви | Сви | Сви | Сви | Сви | Сви | Сви | Сви | Сви | Сви | Сви | Сви | Сви | Сви | Сви | Сви | Сви |
| Ломљење изједначених резултата | Нема                            | Нема                            | Нема                            | Нема                            | Нема                            | Нема                            | Нема                            | Нема                            | Нема                            | Нема                            | Нема                            | Нема                            | Нема                            | Нема                            | За победника                    | За победника                    | За победника                    | За победника                                                                                                  | За победника                                                                                                  | За победника                                                                                                  | За победника                                                                                                  | За победника                                                                                                  | За победника                                                                                                  | За победника                                                                                                  | За победника                                                                                                  | За победника                                                                                                  | За победника                                                                                                  | За победника                                                                                                  | За победника                                                                                                  | За победника                                                                                                  | За победника                                                                                                  | За победника                                                                                                  | За победника                                                                                                  | За победника                                                                                                  | За победника                                                                                                  | За победника                                                                                                  | За победника                                                                                                  | За победника                                                                                                  | За победника                                                                                                  | За победника                                                                                                  | За победника                                                                                                  | За победника                    | За победника                    | За победника                    | За победника                    | За победника                    | За победника                    | За победника                    | 1. место у финалу и 10. у ПФ.   | 1. место у финалу и 10. у ПФ.   | 1. место у финалу и 10. у ПФ.   | 1. место у финалу и 10. у ПФ.   | Ломљење свих изједначења        | Ломљење свих изједначења        | Ломљење свих изједначења        | Ломљење свих изједначења        | Ломљење свих изједначења        | Ломљење свих изједначења        | Ломљење свих изједначења        | Ломљење свих изједначења        | Ломљење свих изједначења        | Ломљење свих изједначења        | Ломљење свих изједначења        | Ломљење свих изједначења        | Ломљење свих изједначења        | Ломљење свих изједначења    | Ломљење свих изједначења    |     |     |     |     |     |     |     |     |     |     |     |     |     |     |     |     |     |     |     |     |     |     |     |     |     |     |     |     |     |     |     |     |     |     |     |     |
| Правило о старости учесника    | Нема                            | Нема                            | Нема                            | Нема                            | Нема                            | Нема                            | Нема                            | Нема                            | Нема                            | Нема                            | Нема                            | Нема                            | Нема                            | Нема                            | Нема                            | Нема                            | Нема                            | Нема | Нема | Нема | Нема | Нема | Нема | Нема | Нема | Нема | Нема | Нема | Нема | Нема | Нема | Нема | Нема | Нема | Бар 16 год | Бар 16 год | Бар 16 год | Бар 16 год | Бар 16 год | Бар 16 год | Бар 16 год | Бар 16 год                      | Бар 16 год                      | Бар 16 год                      | Бар 16 год                      | Бар 16 год                      | Бар 16 год                      | Бар 16 год                      | Бар 16 год                      | Бар 16 год                      | Бар 16 год                      | Бар 16 год                      | Бар 16 год                      | Бар 16 год                      | Бар 16 год                      | Бар 16 год                      | Бар 16 год                      | Бар 16 год                      | Бар 16 год                      | Бар 16 год                      | Бар 16 год                      | Бар 16 год                      | Бар 16 год                      | Бар 16 год                      | Бар 16 год                      | Бар 16 год                  | Бар 16 год                  |     |     |     |     |     |     |     |     |     |     |     |     |     |     |     |     |     |     |     |     |     |     |     |     |     |     |     |     |     |     |     |     |     |     |     |     |
| Оркестар                       | Само оркестар                   | Само оркестар                   | Само оркестар                   | Само оркестар                   | Само оркестар                   | Само оркестар                   | Само оркестар                   | Само оркестар                   | Само оркестар                   | Само оркестар                   | Само оркестар                   | Само оркестар                   | Само оркестар                   | Само оркестар                   | Само оркестар                   | Само оркестар                   | Само оркестар                   | Само оркестар, дозвољена матрица на којој су смели да буду само инструменти који би могли да се виде на сцени | Само оркестар, дозвољена матрица на којој су смели да буду само инструменти који би могли да се виде на сцени | Само оркестар, дозвољена матрица на којој су смели да буду само инструменти који би могли да се виде на сцени | Само оркестар, дозвољена матрица на којој су смели да буду само инструменти који би могли да се виде на сцени | Само оркестар, дозвољена матрица на којој су смели да буду само инструменти који би могли да се виде на сцени | Само оркестар, дозвољена матрица на којој су смели да буду само инструменти који би могли да се виде на сцени | Само оркестар, дозвољена матрица на којој су смели да буду само инструменти који би могли да се виде на сцени | Само оркестар, дозвољена матрица на којој су смели да буду само инструменти који би могли да се виде на сцени | Само оркестар, дозвољена матрица на којој су смели да буду само инструменти који би могли да се виде на сцени | Само оркестар, дозвољена матрица на којој су смели да буду само инструменти који би могли да се виде на сцени | Само оркестар, дозвољена матрица на којој су смели да буду само инструменти који би могли да се виде на сцени | Само оркестар, дозвољена матрица на којој су смели да буду само инструменти који би могли да се виде на сцени | Само оркестар, дозвољена матрица на којој су смели да буду само инструменти који би могли да се виде на сцени | Само оркестар, дозвољена матрица на којој су смели да буду само инструменти који би могли да се виде на сцени | Само оркестар, дозвољена матрица на којој су смели да буду само инструменти који би могли да се виде на сцени | Само оркестар, дозвољена матрица на којој су смели да буду само инструменти који би могли да се виде на сцени | Само оркестар, дозвољена матрица на којој су смели да буду само инструменти који би могли да се виде на сцени | Само оркестар, дозвољена матрица на којој су смели да буду само инструменти који би могли да се виде на сцени | Само оркестар, дозвољена матрица на којој су смели да буду само инструменти који би могли да се виде на сцени | Само оркестар, дозвољена матрица на којој су смели да буду само инструменти који би могли да се виде на сцени | Само оркестар, дозвољена матрица на којој су смели да буду само инструменти који би могли да се виде на сцени | Само оркестар, дозвољена матрица на којој су смели да буду само инструменти који би могли да се виде на сцени | Само оркестар, дозвољена матрица на којој су смели да буду само инструменти који би могли да се виде на сцени | Само оркестар, дозвољена матрица на којој су смели да буду само инструменти који би могли да се виде на сцени | Мешовито                        | Мешовито                        | Само матрица (без оркестра)     | Само матрица (без оркестра)     | Само матрица (без оркестра)     | Само матрица (без оркестра)     | Само матрица (без оркестра)     | Само матрица (без оркестра)     | Само матрица (без оркестра)     | Само матрица (без оркестра)     | Само матрица (без оркестра)     | Само матрица (без оркестра)     | Само матрица (без оркестра)     | Само матрица (без оркестра)     | Само матрица (без оркестра)     | Само матрица (без оркестра)     | Само матрица (без оркестра)     | Само матрица (без оркестра)     | Само матрица (без оркестра)     | Само матрица (без оркестра)     | Само матрица (без оркестра)     | Само матрица (без оркестра)     | Само матрица (без оркестра)     | Само матрица (без оркестра)     | Само матрица (без оркестра) | Само матрица (без оркестра) |     |     |     |     |     |     |     |     |     |     |     |     |     |     |     |     |     |     |     |     |     |     |     |     |     |     |     |     |     |     |     |     |     |     |     |     |
| Жири или телегласање           | Жири                            | Жири                            | Жири                            | Жири                            | Жири                            | Жири                            | Жири                            | Жири                            | Жири                            | Жири                            | Жири                            | Жири                            | Жири                            | Жири                            | Жири                            | Жири                            | Жири                            | Жири | Жири | Жири | Жири | Жири | Жири | Жири | Жири | Жири | Жири | Жири | Жири | Жири | Жири | Жири | Жири | Жири | Жири | Жири | Жири | Жири | Жири | Жири | Жири | Тест теле.                      | Теле                            | Теле                            | Теле                            | Теле или 50/50                  | Теле или 50/50                  | Теле                            | Теле                            | Теле                            | Теле                            | Теле                            | Теле                            | 50/50                           | 50/50                           | 50/50                           | 50/50                           | 50/50                           | 50/50                           | 50/50                           | Жири и теле.                    | Жири и теле.                    | Жири и теле.                    | Жири и теле.                    | Жири и теле.                    | Жири и теле.                | Жири и теле.                |     |     |     |     |     |     |     |     |     |     |     |     |     |     |     |     |     |     |     |     |     |     |     |     |     |     |     |     |     |     |     |     |     |     |     |     |
| Квалификације                  | Само финале                     | Само финале                     | Само финале                     | Само финале                     | Само финале                     | Само финале                     | Само финале                     | Само финале                     | Само финале                     | Само финале                     | Само финале                     | Само финале                     | Само финале                     | Само финале                     | Само финале                     | Само финале                     | Само финале                     | Само финале                                                                                                   | Само финале                                                                                                   | Само финале                                                                                                   | Само финале                                                                                                   | Само финале                                                                                                   | Само финале                                                                                                   | Само финале                                                                                                   | Само финале                                                                                                   | Само финале                                                                                                   | Само финале                                                                                                   | Само финале                                                                                                   | Само финале                                                                                                   | Само финале                                                                                                   | Само финале                                                                                                   | Само финале                                                                                                   | Само финале                                                                                                   | Само финале                                                                                                   | Само финале                                                                                                   | Само финале                                                                                                   | КзМ | Релегација | Релегација | ПКР | Релегација | Релегација                      | Релегација                      | Релегација                      | Релегација                      | Релегација                      | Релегација                      | Релегација                      | ПФ                              | ПФ                              | ПФ                              | ПФ                              | 2 ПФ                            | 2 ПФ                            | 2 ПФ                            | 2 ПФ                            | 2 ПФ                            | 2 ПФ                            | 2 ПФ                            | 2 ПФ                            | 2 ПФ                            | 2 ПФ                            | 2 ПФ                            | 2 ПФ                            | 2 ПФ                            | 2 ПФ                        | 2 ПФ                        |     |     |     |     |     |     |     |     |     |     |     |     |     |     |     |     |     |     |     |     |     |     |     |     |     |     |     |     |     |     |     |     |     |     |     |     |
| Максималан број учесника       | Не постоји                      | Не постоји                      | Не постоји                      | Не постоји                      | Не постоји                      | Не постоји                      | Не постоји                      | Не постоји                      | Не постоји                      | Не постоји                      | Не постоји                      | Не постоји                      | Не постоји                      | Не постоји                      | Не постоји                      | Не постоји                      | Не постоји                      | Не постоји | Не постоји | Не постоји | Не постоји | Не постоји | Не постоји | Не постоји | Не постоји | Не постоји | Не постоји | Не постоји | Не постоји | Не постоји | Не постоји | 22 | 22 | 22 | 22 | 22 | 22 | 22 | 22 | 22 | 23 | 23                              | 23                              | 23                              | 23                              | 23                              | 24                              | 24                              | 40                              | 40                              | 40                              | 45                              | 46                              | 46                              | 46                              | 46                              | 46                              | 46                              | 46                              | 46                              | 46                              | 46                              | 46                              | 44                              | 44                              | 44                          |                             |     |     |     |     |     |     |     |     |     |     |     |     |     |     |     |     |     |     |     |     |     |     |     |     |     |     |     |     |     |     |     |     |     |     |     |     |
| Вокали уживо                   | Сви вокали морају да буду уживо | Сви вокали морају да буду уживо | Сви вокали морају да буду уживо | Сви вокали морају да буду уживо | Сви вокали морају да буду уживо | Сви вокали морају да буду уживо | Сви вокали морају да буду уживо | Сви вокали морају да буду уживо | Сви вокали морају да буду уживо | Сви вокали морају да буду уживо | Сви вокали морају да буду уживо | Сви вокали морају да буду уживо | Сви вокали морају да буду уживо | Сви вокали морају да буду уживо | Сви вокали морају да буду уживо | Сви вокали морају да буду уживо | Сви вокали морају да буду уживо | Сви вокали морају да буду уживо                                                                               | Сви вокали морају да буду уживо                                                                               | Сви вокали морају да буду уживо                                                                               | Сви вокали морају да буду уживо                                                                               | Сви вокали морају да буду уживо                                                                               | Сви вокали морају да буду уживо                                                                               | Сви вокали морају да буду уживо                                                                               | Сви вокали морају да буду уживо                                                                               | Сви вокали морају да буду уживо                                                                               | Сви вокали морају да буду уживо                                                                               | Сви вокали морају да буду уживо                                                                               | Сви вокали морају да буду уживо                                                                               | Сви вокали морају да буду уживо                                                                               | Сви вокали морају да буду уживо                                                                               | Сви вокали морају да буду уживо                                                                               | Сви вокали морају да буду уживо                                                                               | Сви вокали морају да буду уживо                                                                               | Сви вокали морају да буду уживо                                                                               | Сви вокали морају да буду уживо                                                                               | Сви вокали морају да буду уживо                                                                               | Сви вокали морају да буду уживо                                                                               | Сви вокали морају да буду уживо                                                                               | Сви вокали морају да буду уживо                                                                               | Сви вокали морају да буду уживо                                                                               | Сви вокали морају да буду уживо | Сви вокали морају да буду уживо | Сви вокали морају да буду уживо | Сви вокали морају да буду уживо | Сви вокали морају да буду уживо | Сви вокали морају да буду уживо | Сви вокали морају да буду уживо | Сви вокали морају да буду уживо | Сви вокали морају да буду уживо | Сви вокали морају да буду уживо | Сви вокали морају да буду уживо | Сви вокали морају да буду уживо | Сви вокали морају да буду уживо | Сви вокали морају да буду уживо | Сви вокали морају да буду уживо | Сви вокали морају да буду уживо | Сви вокали морају да буду уживо | Сви вокали морају да буду уживо | Сви вокали морају да буду уживо | Сви вокали морају да буду уживо | Сви вокали морају да буду уживо | Сви вокали морају да буду уживо | Сви вокали морају да буду уживо | Сви вокали морају да буду уживо | Главни                      | Главни                      |     |     |     |     |     |     |     |     |     |     |     |     |     |     |     |     |     |     |     |     |     |     |     |     |     |     |     |     |     |     |     |     |     |     |     |     |

1. ↑  До 5 пратећих вокала.
2. ↑  До 5 пратећих вокала за солисте, До 4 пратећа вокала за дуете.
3. ↑  Број пратећих вокала и плесача свеукупно је 6-X, где је X број главних вокала.
4. ↑  3:30 је препоручена максимална дужина.[59]
5. ↑  До 1964, свака држава је певала на свом језику, док Шведски представник 1965. није певао на енглеском, па је правило коначно уврштено[60]
6. 1 2  Сви језици дозвољени.
7. ↑  Изједначен резултат још увек могућ.
8. ↑  Свака држава би одлучила да ли жели да користи оркестар или матрицу.
9. ↑  5 држава је тестирало телегласање, док је осталих 20 користило жири.
10. 1 2  Државе са најгорим просечним резултатима би прескочиле такмичење.
11. ↑  Полуфинале из ког се 10 држава пласира за финале. У финалу има 24 државе.
12. ↑  2 полуфинала, где се из сваког 10 пласира за финале.
13. ↑  Само главни вокали морају да буду извођени уживо, пратећи смеју да буду снимљени на матрицу.[64]

## Организација
Такмичење организује ЕРУ у сарадњи са емитером државе домаћице и све то надгледа Референтна група која заступа све остале државе које представљају изабране вође делегација. Вођа делегације је особа одговорна за, како и име говори, вођење делегације током такмичења и они су особа кроз коју ЕРУ ступа у контакт са делегацијом. Делегација неке државе се обично састоји од новинара, извођача, плесача, композитора и текстописаца и пратња самих извођача. Једна делегација углавном има између 20 и 50 људи у зависности од године и државе. Вође делегација се углавном састају у марту, око два месеца пред такмичење да би добили детаљан извештај о такмичењу које се припрема: локација, дизајн сцене, осветљење, озвучење, позиције камера, како би се на најбољи начин припремили за такмичење, као и извештај о логистичким питањима као што су превоз, смештај итд.

### „Критичари” и извршни надзорници
Још од првог издања Песме Евровизије је постојала улога под именом „критичар” чија је обавеза да проверава да ли су сви поени додељени како треба и по реду. Како је улога критичара преузимала више обавеза, она је еволуирала у оно што се данас зове извршни надзорник Песме Евровизије, који је такође одговоран за надгледање организације као представник ЕРУ, који се стара да су правила проведена и да продукција тече планираним током. Од 2011, извршни надзорник има десну руку у виду надзорника догађаја који координише друга питања о догађају као представник ЕРУ.
Испод је табела извршних надзорника кроз историју Песме Евровизије
| Извршни надзорник   | Држава               | Година           | Број такмичења | Надзорник догађаја | Држава     | Година     |
| ------------------- | -------------------- | ---------------- | -------------- | ------------------ | ---------- | ---------- |
| Ролф Либерман       | Швајцарска           | 1956–1957.       | 2              |                    |            |            |
| Непознато           | Непознато            | 1958–1963.       | 6              |                    |            |            |
| Мирослав Вилчек     | Југославија          | 1964–1965.       | 2              |                    |            |            |
| Клифорд Браун       | Уједињено Краљевство | 1966–1977.       | 12             |                    |            |            |
| Френк Неф           | Швајцарска           | 1978–1992.       | 15             |                    |            |            |
| Кристијан Клаусен   | Denmark              | 1993–1995.       | 3              |                    |            |            |
| Кристин Маршал-Ориц | Француска            | 1996; 1998–2002. | 6              |                    |            |            |
| Мари-Клер Вијонет   | Француска            | 1997.            | 1              |                    |            |            |
| Сара Јуен           | Уједињено Краљевство | 2003.            | 1              |                    |            |            |
| Сванте Стокселијус  | Шведска              | 2004–2010.       | 7              |                    |            |            |
| Јон Ола Санд        | Норвешка             | 2011—2020.       | 5              | Сијетсе Бакер      | Холандија  | 2011—2015. |
| Јон Ола Санд        | Норвешка             | 2011—2020.       | 4 (1 отказано) | Нађа Буркхарт      | Швајцарска | 2016–данас |
| Мартин Естердал     | Шведска              | 2021–данас       | 5              | Нађа Буркхарт      | Швајцарска | 2016–данас |

### Референтна група
Референтна група је извршни комитет такмичења и ради у интересима свих држава учесница. Састају се 4-5 пута годишње и њихова улога је да одобре промене правила и формата такмичења, обезбеде финансирање, контролишу бренд такмичења, подижу свест публике о такмичењу, и да надгледају припреме за такмичење са емитером домаћином.
Група се састоји од председавајућег, 3 изабрана члана који су предводници делегација, извршни продуценти емитера државе домаћина такмичења, као и из претходне 2 државе домаћице, до 2 придружена члана са искуством везаним за такмичење, као и извршни надзорник такмичења. Председавајући углавном долази из емитера чланице ЕРУ који не учествује на такмичењу како би се осигурала неутралност те улоге.
Тренутна референтна група (јул 2022) се састоји од:
| Име                       | Улога                                 | Држава    | Емитер |
| ------------------------- | ------------------------------------- | --------- | ------ |
| Др Френк Фијетер Фрејлинг | Председавајући                        | Немачка   | ZDF    |
| Мартин Устердал           | ЕРУ Извршни надзорник такмичења       | Шведска   |        |
| Симона Марторели          | Извршна продуценткиња 2022            | Италија   | RAI    |
| Сијетсе Бакер             | Извршни продуцент такмичења 2021      | Холандија | NPO    |
| Астрид Дутренит           | Извршна продуценткиња ТВ преноса 2021 | Холандија | NOS    |
| Карла Бугало              | Заменик извршног продуцента 2018      | Португал  | RTP    |
| Феликс Бергсон            | Изабрани чланови                      | Исланд    | RÚV    |
| Давид Церунјан            | Изабрани чланови                      | Јерменија | AMPTV  |

## Ширење такмичења
Број земаља учесница Песме Евровизије је временом непрестано растао, од седам учесница 1956. до преко 20 крајем 1980-их. 1993. године, у такмичењу је учествовало 25 земаља, укључујући и три од земаља насталих распадом СФРЈ. Како је фестивал живи телевизијски догађај, организатори ограничавају трајање на разумну дужину прихватљиву просечном гледаоцу. У новије време, номинално ограничење било је три часа, које је пренос повремено прекорачивао, као 2005, када је програм трајао готово 3½ часа. Након што је 2006. уведена скраћена процедура саопштавања гласова, програм је трајао 3 часа и 5 минута.

### Квалификације и паузирање
Од 1993. године, након распада СФР Југославије и пријављивања држава некадашњег совјетског блока, више земаља жели да учествује на Песми Евровизије од броја песама који је могуће укључити у фестивал дужине коју организатори сматрају разумном, односно прихватљивом гледалишту. У циљу избора песама које ће учествовати на завршној вечери коришћено је неколико система квалификација или паузирања. 1993. године, седам нових земаља (Босна и Херцеговина, Естонија, Мађарска, Румунија, Словачка, Словенија и Хрватска) су се за три места у међународном финалу бориле у предтакмичењу „Квалификација за Милстрит”, одржаном у Љубљани, кроз које су се квалификовале некадашње југословенске републике (БиХ, Словенија и Хрватска). Исте године, уведено је и правило паузирања. Према овом правилу, шест најлошије пласираних земаља из 1993. је морало да прескочи следећу годину, како би 1994. могле учествовати земље које нису прошле квалификације 1993, као и, по први пут, и три нове земље, Литванија, Пољска и Русија.
Систем паузирања је примењен 1994. и 1995, али је за Песму Евровизије 1996. испробан другачији систем квалификација, у којем су учествовале све земље осим домаћина, Норвешке. Неколико недеља пре такмичења, аудио-траке свих песама су послате националним стручним жиријима који су, гласајући по евровизијској схеми, изабрали песме које су укључене у програм.
Једна од земаља које се нису квалификовале за Песму Евровизије 1996. била је Немачка, земља која је један од највећих финансијера ЕУР и има једну од најбројнијих публика. Овиме, а ни чињеницом да је један број земаља одржао комплетне националне изборе, да би затим њихове најбоље песме биле одбачене без прилике да се представе међународној публици, нико није био задовољан и овакав систем квалификација је одбачен и уведен измењен систем паузирања, а нешто касније уведено је и ново правило.

### Велика четворка/петорка
Од 2000. до 2010. године, Немачка, Уједињено Краљевство, Француска и Шпанија (тзв. „велика четворка”), имале су правилником гарантовано учешће у финалу Песме Евровизије, без обзира на њихове пласмане у претходним такмичењима. Ово се правило објашњава високим учешћем земаља велике четворке у буџету Евровизије, те велике праћености Фестивала међу њиховом публиком коју не би било пожељно изгубити. Примена овог правила довела је до апсурдног догађаја 2005, када су управо земље „велике четворке” заузеле сва четири последња места— и свеједно се директно пласирале у финале наредне године. Прву победу од земаља чланица „велике четворке” је остварила Немачка на Песми Евровизије 2010. Након што је Италија објавила да се враћа у такмичење 2011, потврђено је да је створена „велика петорка” и да ће и Италија учествовати директно у финалу иако се није такмичила више од 10 година.

### Паузирање по просеку
Од 1997. до 2001, земље су се квалификовале за свако годишње издање на основу просека броја поена које су њихове песме освојиле током претходних пет година. На овај начин, могло се десити да земља буде приморана да паузира наредне године чак иако се последњи представник котирао веома добро. Правило је измењено и 2002. и 2003. године, у финалу је учествовало 15 земаља најбоље пласираних претходне године, те земље које су паузирале претходне године. Систем паузирања коначно је замењен системом полуфинала почевши од Песме Евровизије 2004.

## Полуфинала
Почевши од 2004, поред суботњег „великог финала”, на Песму Евровизије је уведена и квалификациона рунда, „полуфинале”.
Према правилима из 2004, према којима су одржана наредна четири издања (до 2007), Песма Евровизије одржавала се у две вечери, квалификационој полуфиналној вечери (у трајању од 2 часа) у којој учествује највише 26 земаља, и „великом Финалу” два дана касније (у трајању од 3 часа) у којем се такмиче 24 песме. У финале се директно квалификују представник домаћина, затим тзв. „велика четворка” (Француска, Немачка, Велика Британија и Шпанија), и још 9 других најбоље пласираних земаља са прошлогодишњег такмичења; а њима се придружује и 10 најбоље пласираних песама из полуфинала. Велико финале се одржава у традиционалном термину суботом у 21 час по средњоевропском времену; полуфинале је 2004. одржано у среду евровизијске седмице, док је од 2005–07. одржавано четвртком.
Формат полуфинала је осмишљен како би се омогућило учешће свим заинтересованим земљама, али се предвиђен максималан број од 40 земаља показао недовољним већ 2005, када се за учешће пријавила 41 земља (мада су проблеми избегнути јер су се Чешка Република и касније Либан повукли), те 2007, када је ограничење пробијено и дозвољено учешће 42 земље. 28 држава се такмичило у полуфиналу за само 10 места. Уједно, полуфинале 2007. године је било највеће такмичарско вече у историји Евровизије по броју учесница.
На састанку Референтне групе ЕУР 28. септембра 2007. је одлучено да се, почевши од Песме Евровизије 2008. у Београду, одржавају два полуфинала. Овај формат предвиђа до 45 земаља учесница, од којих се 25 такмичи у финалу. Земља домаћин и земље „велике четворке” учествују директно у финалу. Остале се распоређују у два полуфинала путем жребања, при чему се претходно распоређују у шест кутија тако да се, што је могућније, смањи утицај пријатељског гласања у полуфиналу (односно, да земље са значајном историјом пријатељског гласања буду вероватније распоређене у различита полуфинала). У финално вече се из сваког полуфинала пласира по 10 песама: девет финалиста се одређује, као и раније, по резултатима телегласања, након чега се додаје и најбоље пласирана од преосталих учесница по резултатима гласања националних жирија. Иако се почевши од 2009. гласови у финалу одређују комбиновањем гласова жирија и публике, начин гласања у полуфиналу (првих девет песама у телегласању и једна песма по избору жирија) остао је те године непромењен. Након што је комбиновано гласање у финалу довело до позитивних реакција емитера учесника, гледалаца, новинара и обожаватеља, Референтна група је на састанку 11. октобра 2009. одлучила да се, почевши од Песме Евровизије 2010. у Ослу, гласови националних жирија и публика комбинују у односу 50%:50% и у полуфиналним вечерима. Овај систем је промењен 2016. године када је одбачено комбиновање и почето додељивање два сета поена, један од публике и други од жирија.

## Победници
Победа на Песми Евровизије пружа победничком извођачу јединствену могућност да на овом успеху и окружујућем публицитету започне или унапреди своју међународну каријеру.
Најпознатији победници, чија је каријера директно катапултирана у небо након евровизијске победе је био шведски четверац АББА, који су победили на Песми Евровизије 1974. са песмом Waterloo и постали један од најуспешнијих музичких састава свог времена. Канадска певачица Селин Дион, која је 1988. победила као представница Швајцарске са песмом Ne partez pas sans moi (са једним поеном разлике), постигла је неколико година касније велику међународну славу и успех.
Запажене каријере од победника су забележили и Вики Леандрос, Тото Кутуњо, Франс Гал, Лулу, Katrina and the Waves и Secret Garden.
Џони Логан је једини учесник који је победио више пута, са учешћем у три победе Ирске са снажним баладама (1980. певајући “What's another year”, 1987. као певач и композитор Hold me now, 1992. као композитор песме “Why me?” за Линду Мартин), добивши тако надимак „Mr. Eurovision” („г-дин Евровизија”).
Међу победницима Песме Евровизије, жена је значајно више. У просеку, на сваког мушког извођача који је победио биле су 3-4 женске победнице.
Од 2008. године, победнику се додељују званични трофеј Песме Евровизије. Трофеј је направљен од пескираног стакла и има облик микрофона из 1950-их година, када је одржана прва Песма Евровизије. Аутори победничке песме добијају верзије трофеја у мањој величини. Трофеј представља дизајн Кјела Енгмана из Коста Боде из Шведске, који се баве израдом предмета од стакла.
| Година | Земља победника      | Песма                         | Извођач                          | Поена    | Раз.     | Друго место          | Домаћин    | Датум финала    | Број учесника    |
| ------ | -------------------- | ----------------------------- | -------------------------------- | -------- | -------- | -------------------- | ---------- | --------------- | ---------------- |
| 1956.  | Швајцарска           | Refrain                       | Лис Асија                        | —        | —        | —                    | Лугано     | 24. мај 1956.   | 7 (по две песме) |
| 1957.  | Холандија            | Net Als Toen                  | Кори Брокен                      | 31       | 14       | Француска            | Франкфурт  | 3. март 1957.   | 10               |
| 1958.  | Француска            | Dors mon amour                | Андре Клаво                      | 27       | 3        | Швајцарска           | Хилверсум  | 12. март 1958.  | 10               |
| 1959.  | Холандија            | Een beetje                    | Теди Схолтен                     | 21       | 5        | Уједињено Краљевство | Кан        | 11. март 1959.  | 11               |
| 1960.  | Француска            | Tom Pilibi                    | Жаклин Боје                      | 32       | 7        | Уједињено Краљевство | Лондон     | 25. март 1960.  | 13               |
| 1961.  | Луксембург           | Nous les amoureux             | Жан-Клод Паскал                  | 31       | 6        | Уједињено Краљевство | Кан        | 18. март 1961.  | 16               |
| 1962.  | Француска            | Un premier amour              | Изабел Обре                      | 26       | 13       | Монако               | Луксембург | 18. март 1962.  | 16               |
| 1963.  | Данска               | Dansevise                     | Грета и Јерген Ингман            | 42       | 2        | Швајцарска           | Лондон     | 23. март 1963.  | 16               |
| 1964.  | Италија              | Non ho l'età                  | Ђиљола Чинквети                  | 49       | 32       | Уједињено Краљевство | Копенхаген | 21. март 1964.  | 16               |
| 1965.  | Луксембург           | Poupée de cire, poupée de son | Франс Гал                        | 32       | 6        | Уједињено Краљевство | Напуљ      | 20. март 1965.  | 18               |
| 1966.  | Аустрија             | Merci Chérie                  | Удо Јиргенс                      | 31       | 15       | Шведска              | Луксембург | 5. март 1966.   | 18               |
| 1967.  | Уједињено Краљевство | Puppet on a String            | Сенди Шо                         | 42       | 25       | Ирска                | Беч        | 8. април 1967.  | 17               |
| 1968.  | Шпанија              |                               | Масијел                          | 29       | 1        | Уједињено Краљевство | Лондон     | 6. април 1968.  | 17               |
| 1969.  | Шпанија              | Vivo cantando                 | Саломе                           | 18       | —        | —                    | Мадрид     | 29. март 1969.  | 16               |
| 1969.  | Француска            | Un jour, un enfant            | Фрида Бокара                     | 18       | —        | —                    | Мадрид     | 29. март 1969.  | 16               |
| 1969.  | Холандија            | De troubadour                 | Лени Кур                         | 18       | —        | —                    | Мадрид     | 29. март 1969.  | 16               |
| 1969.  | Уједињено Краљевство | Boom bang a bang              | Лулу                             | 18       | —        | —                    | Мадрид     | 29. март 1969.  | 16               |
| 1970.  | Ирска                | All Kinds Of Everything       | Дана                             | 32       | 6        | Уједињено Краљевство | Амстердам  | 21. март 1970.  | 12               |
| 1971.  | Монако               | Un banc, un arbre, une rue    | Северин                          | 128      | 12       | Шпанија              | Даблин     | 3. април 1971.  | 18               |
| 1972.  | Луксембург           | Après toi                     | Вики Леандрос                    | 128      | 14       | Уједињено Краљевство | Единбург   | 25. март 1972.  | 18               |
| 1973.  | Луксембург           | Tu te reconnaîtras            | Ан-Мари Давид                    | 129      | 4        | Шпанија              | Луксембург | 7. април 1973.  | 17               |
| 1974.  | Шведска              | Waterloo                      | ABBA                             | 24       | 6        | Италија              | Брајтон    | 6. април 1974.  | 17               |
| 1975.  | Холандија            | Ding-a-dong                   | Teach-In                         | 152      | 14       | Уједињено Краљевство | Стокхолм   | 22. март 1975.  | 19               |
| 1976.  | Уједињено Краљевство | Save Your Kisses For Me       | Brotherhood of Man               | 164      | 17       | Француска            | Хаг        | 3. април 1976.  | 18               |
| 1977.  | Француска            | L'oiseau et l'enfant          | Мари Мирјам                      | 136      | 15       | Уједињено Краљевство | Лондон     | 7. мај 1977.    | 18               |
| 1978.  | Израел               |                               | Изхар Коен & Alphabeta           | 157      | 32       | Белгија              | Париз      | 22. април 1978. | 20               |
| 1979.  | Израел               | Hallelujah                    | Гали Атари & Milk and Honey      | 125      | 9        | Шпанија              | Јерусалим  | 31. март 1979.  | 19               |
| 1980.  | Ирска                | What's Another Year           | Џони Логан                       | 143      | 15       | Немачка              | Хаг        | 19. април 1980. | 19               |
| 1981.  | Уједињено Краљевство | Making Your Mind Up           | Bucks Fizz                       | 136      | 4        | Немачка              | Даблин     | 4. април 1981.  | 20               |
| 1982.  | Немачка              | Ein bisschen Frieden          | Никол                            | 161      | 61       | Израел               | Херогејт   | 24. април 1982. | 18               |
| 1983.  | Луксембург           | Si la vie est cadeau          | Корин Ерме                       | 142      | 6        | Израел               | Минхен     | 23. април 1983. | 20               |
| 1984.  | Шведска              | Diggi-loo-diggi-ley           | Herreys                          | 145      | 8        | Ирска                | Луксембург | 5. мај 1984.    | 19               |
| 1985.  | Норвешка             | La det swinge                 | Bobbysocks                       | 123      | 18       | Немачка              | Гетеборг   | 4. мај 1985.    | 19               |
| 1986.  | Белгија              | J'aime la vie                 | Сандра Ким                       | 176      | 31       | Швајцарска           | Берген     | 3. мај 1986.    | 20               |
| 1987.  | Ирска                | Hold Me Now                   | Џони Логан                       | 172      | 31       | Немачка              | Брисел     | 9. мај 1987.    | 22               |
| 1988.  | Швајцарска           | Ne partez pas sans moi        | Селин Дион                       | 137      | 1        | Уједињено Краљевство | Даблин     | 30. април 1988. | 21               |
| 1989.  | Југославија          | Rock Me                       | Рива                             | 137      | 7        | Уједињено Краљевство | Лозана     | 6. мај 1989.    | 22               |
| 1990.  | Италија              | Insieme: 1992                 | Тото Кутуњо                      | 149      | 17       | Француска            | Загреб     | 5. мај 1990.    | 22               |
| 1991.  | Шведска              | Fångad av en stormvind        | Карола                           | 146      | 0        | Француска            | Рим        | 4. мај 1991.    | 22               |
| 1992.  | Ирска                | Why Me                        | Линда Мартин                     | 155      | 16       | Уједињено Краљевство | Малме      | 9. мај 1992.    | 23               |
| 1993.  | Ирска                | In Your Eyes                  | Нијам Каванаг                    | 187      | 23       | Уједињено Краљевство | Милстрит   | 15. мај 1993.   | 25               |
| 1994.  | Ирска                | Rock'n Roll kids              | Пол Харингтон & Чарли Мекгетиген | 226      | 60       | Пољска               | Даблин     | 30. април 1994. | 25               |
| 1995.  | Норвешка             | Nocturne                      | Secret Garden                    | 148      | 29       | Шпанија              | Даблин     | 13. мај 1995.   | 23               |
| 1996.  | Ирска                | The Voice                     | Имар Квин                        | 162      | 48       | Норвешка             | Осло       | 18. мај 1996.   | 23               |
| 1997.  | Уједињено Краљевство | Love Shine a Light            | Katrina and the Waves            | 227      | 70       | Ирска                | Даблин     | 3. мај 1997.    | 25               |
| 1998.  | Израел               |                               | Дана Интернашонал                | 172      | 6        | Уједињено Краљевство | Бирмингем  | 9. мај 1998.    | 25               |
| 1999.  | Шведска              | Take Me To Your Heaven        | Шарлот Нилсон                    | 163      | 17       | Исланд               | Јерусалим  | 29. мај 1999.   | 23               |
| 2000.  | Данска               | Fly on the wings of love      | Браћа Олсен                      | 195      | 40       | Русија               | Стокхолм   | 13. мај 2000.   | 24               |
| 2001.  | Естонија             | Everybody                     | Танел Падар, Дејв Бентон и 2XL   | 198      | 21       | Данска               | Копенхаген | 12. мај 2001.   | 23               |
| 2002.  | Летонија             | I Wanna                       | Мари Н                           | 176      | 12       | Малта                | Талин      | 25. мај 2002.   | 24               |
| 2003.  | Турска               | Everyway That I Can           | Сертаб Еренер                    | 167      | 2        | Белгија              | Рига       | 24. мај 2003.   | 26               |
| 2004.  | Украјина             | Wild Dances                   | Руслана                          | 280      | 17       | Србија и Црна Гора   | Истанбул   | 15. мај 2004.   | 36               |
| 2005.  | Грчка                | My Number One                 | Елена Папаризу                   | 230      | 38       | Малта                | Кијев      | 21. мај 2005.   | 39               |
| 2006.  | Финска               | Hard Rock Hallelujah          | Лорди                            | 292      | 44       | Русија               | Атина      | 20. мај 2006.   | 37               |
| 2007.  | Србија               | Молитва                       | Марија Шерифовић                 | 268      | 33       | Украјина             | Хелсинки   | 12. мај 2007.   | 42               |
| 2008.  | Русија               | Believe                       | Дима Билан                       | 272      | 33       | Украјина             | Београд    | 24. мај 2008.   | 43               |
| 2009.  | Норвешка             | Fairytale                     | Александер Рибак                 | 387      | 169      | Исланд               | Москва     | 16. мај 2009.   | 42               |
| 2010.  | Немачка              | Satellite                     | Лена                             | 246      | 76       | Турска               | Осло       | 29. мај 2010.   | 39               |
| 2011.  | Азербејџан           | Running Scared                | Ел и Ники                        | 221      | 32       | Италија              | Диселдорф  | 14. мај 2011.   | 43               |
| 2012.  | Шведска              | Euphoria                      | Лорен                            | 372      | 113      | Русија               | Баку       | 26. мај 2012.   | 42               |
| 2013.  | Данска               | Only Teardrops                | Емели де Форест                  | 281      | 47       | Азербејџан           | Малме      | 18. мај 2013.   | 39               |
| 2014.  | Аустрија             | Rise Like a Phoenix           | Кончита Вурст                    | 290      | 52       | Холандија            | Копенхаген | 10. мај 2014.   | 37               |
| 2015.  | Шведска              | Heroes                        | Монс Селмерлев                   | 365      | 62       | Русија               | Беч        | 23. мај 2015.   | 40               |
| 2016.  | Украјина             | 1944                          | Џамала                           | 534      | 23       | Аустралија           | Стокхолм   | 14. мај 2016.   | 42               |
| 2017.  | Португалија          | Amar pelos dois               | Салвадор Собрал                  | 758      | 143      | Бугарска             | Кијев      | 13. мај 2017.   | 42               |
| 2018.  | Израел               | Toy                           | Нета                             | 529      | 93       | Кипар                | Лисабон    | 12. мај 2018.   | 43               |
| 2019.  | Холандија            | Arcade                        | Данкан Лоренс                    | 492      | 27       | Италија              | Тел Авив   | 18. мај 2019.   | 41               |
| 2020.  | Отказано             | Отказано                      | Отказано                         | Отказано | Отказано | Отказано             | Отказано   | Отказано        | Отказано         |
| 2021.  | Италија              | Zitti e buoni                 | Måneskin                         | 524      | 25       | Француска            | Ротердам   | 22. мај 2021.   | 39               |
| 2022.  | Украјина             | Stefania                      | Kalush Orchestra                 | 631      | 165      | Уједињено Краљевство | Торино     | 14. мај 2022.   | 40               |
| 2023.  | Шведска              | Tattoo                        | Лорен                            | 583      | 57       | Финска               | Ливерпул   | 13. мај 2023.   | 37               |
| 2024.  | Швајцарска           | The Code                      | Немо                             | 591      | 44       | Хрватска             | Малме      | 11. мај 2024.   | 37               |
| 2025.  | Аустрија             | Wasted Love                   | ЈЈ                               | 436      | 79       | Израел               | Базел      | 17. мај 2025.   | 37               |

Неколико пута су победници Песме Евровизије били водитељи наредног издања за које је њихова земља добила право организовања, као што су Тото Кутуњо (1991), Мари Ен (2003), Елдар Гасимов (2012) и Монс Зелмерлев (2016), док су из грин рума извештавали Сертаб Еренер (2004), Руслана (2005) и Кончита Вурст (2015)
Трипут су победници покушали да одбране титулу на домаћем терену, Лис Асија у Швајцарској 1957, Кори Брокен у Холандији 1958. и Лена у Немачкој 2011.

### Најуспешније земље учеснице и рекорди
Најуспешнијим се сматрају Ирска, Шведска и Уједињено Краљевство; Ирска има највише, седам, победа, међу којима и три за редом средином 1990-их, док је Велика Британија завршила на једној од прве две позиције у 20 од 54 такмичења (1956–2009). Међутим, током година када су поени додељивани искључив телегласањем, уз приметно бољи пријем нумера из источне Европе, ниједна од традиционално успешних земаља (према доњој табели) није постигла запаженији резултат. На свим такмичењима од 2001–2008, победу је односила земља којој је то била прва победа.
Победник Песме Евровизије 2006. била је Финска, која је победила након 45 учешћа на којима претходно није забележен ниједан пласман међу првих пет, док је Португалија на Песми Евровизије 2017 остварила прву победу, уједно и први пласман међу најбољих пет, након 49 учешћа. Украјина је Песме Евровизије 2004. победила у свом другом наступу, а Србија 2007. у првом наступу као самостална земља.
Победа Норвешке коју је представљао Александр Рибак на Песми Евровизије 2009, првој на којој се прешло на комбиновани систем гласања жиријем и телегласањем, била је први поновни тријумф ранијег победника од 2000, и са 387 поена, 169 више од другопласиране песме, најубедљивија победа у дотадашњој историји Песме Евровизије. Након увођења другачијег начина бодовања 2016. у којој све земље достављају два одвојена сета поена од стране жирија и публике, свака песма је добила могућност да освоји двоструко више поена него претходних година. На Песми Евровизије 2017. године је Салвадор Собрал је као представник Португала са 758 поена, што је и сада важећи рекорд. Собрал би имао већи број поена и од Рибака да је коришћен тадашњи систем бодовања, али Рибак остаје и даље рекордер са највећом разликом у односу на другопласираног.
Ан-Мари Давид је као представница Луксембурга је победила 1973. године са освојених рекордних 80,63% од максимално могућих поена, али по потпуно другачијем начину бодовања у поређењу са данашњим, када су све песме добијале оцене од 2 до 10. Ноел Келехан из Ирске је као диригент остварио рекордних пет победа (1980, 1987, 1992, 1993. и 1996), у периоду када је коришћен уживо оркестар. Немачки композитор Ралф Сигел је написао укупно 22 нумере које су учествовале на Песми Евровизије, укључујући и песме с којом је 1982. године Немачка остварила прву победу и с којом је Сан Марино дошао до свог првог финала 2014.
Најпродаванија победничка песма, укључујући и дигиталну форму, је интернационални хит “Euphoria” у изведби Лорин, којом је донела победу Шведској 2012. добивши од рекордних 18 земаља максималан могућ број поена, по тадашњем систему 12. Запажене успехе на тржишту и топ листама су од победника остварили и Сенди Шо са песмом “Puppet on a string”, ABBA са “”,  са “”,  са “Making your mind up”, Никол са “Ein bisschen Frieden”, Александер Рибак са “Fairytale”, Лена са “Satellite”, Монс Селмерлев са “Heroes” и Måneskin са “Zitti e buoni”. Песма “Arcade” Данкана Лоренса је најслушанија евровизијска песма на стриминг платформи Spotify.
Пет пута су исти извођачи успели да освоје и прво и друго место на различитим издањима Песме Евровизије, Лис Асија, Ђиљола Чинквети, Елизабет Андресен, Линда Мартин и Дима Билан.

### Табела земаља по најуспешнијим пласманима
Закључно са 2023.
| Ранг | Земља                | Победе | 2. место | 3. место | Укупно |
| ---- | -------------------- | ------ | -------- | -------- | ------ |
| 1    | Ирска                | 7      | 4        | 1        | 12     |
| 2    | Шведска              | 7      | 1        | 6        | 14     |
| 3    | Уједињено Краљевство | 5      | 16       | 3        | 24     |
| 4    | Француска            | 5      | 5        | 7        | 17     |
| 5    | Холандија            | 5      | 1        | 1        | 7      |
| 6    | Луксембург           | 5      | 0        | 2        | 7      |
| 7    | Израел               | 4      | 2        | 2        | 8      |
| 8    | Италија              | 3      | 3        | 5        | 11     |
| 9    | Украјина             | 3      | 2        | 1        | 6      |
| 10   | Данска               | 3      | 1        | 2        | 6      |
| 11   | Норвешка             | 3      | 1        | 1        | 5      |
| 12   | Немачка              | 2      | 4        | 6        | 12     |
| 13   | Шпанија              | 2      | 4        | 2        | 8      |
| 14   | Швајцарска           | 2      | 3        | 4        | 9      |
| 15   | Аустрија             | 2      | 0        | 1        | 3      |
| 16   | Русија               | 1      | 4        | 4        | 9      |
| 17   | Белгија              | 1      | 3        | 0        | 4      |
| 18   | Монако               | 1      | 1        | 3        | 5      |
| 19   | Азербејџан           | 1      | 1        | 1        | 3      |

| Ранг | Земља               | Победе | 2. место | 3. место | Укупно |
| ---- | ------------------- | ------ | -------- | -------- | ------ |
| 19   | Турска              | 1      | 1        | 1        | 3      |
| 21   | Финска              | 1      | 1        | 0        | 2      |
| 22   | Грчка               | 1      | 0        | 3        | 4      |
| 23   | Естонија            | 1      | 0        | 1        | 2      |
| 23   | Летонија            | 1      | 0        | 1        | 2      |
| 23   | Србија              | 1      | 0        | 1        | 3      |
| 26   | Југославија         | 1      | 0        | 0        | 1      |
| 26   | Португал            | 1      | 0        | 0        | 1      |
| 28   | Малта               | 0      | 2        | 2        | 4      |
| 29   | Исланд              | 0      | 2        | 0        | 2      |
| 30   | Аустралија          | 0      | 1        | 0        | 1      |
| 30   | Пољска              | 0      | 1        | 0        | 1      |
| 30   | Србија и Црна Гора  | 0      | 1        | 0        | 1      |
| 30   | Бугарска            | 0      | 1        | 0        | 1      |
| 30   | Кипар               | 0      | 1        | 0        | 1      |
| 35   | Румунија            | 0      | 0        | 2        | 2      |
| 36   | Босна и Херцеговина | 0      | 0        | 1        | 1      |
| 36   | Молдавија           | 0      | 0        | 1        | 1      |

Од свих досадашњих земаља учесница, међу три првопласиране још увек нису били Албанија, Андора, Белорусија, Грузија, Јерменија, Литванија, Мађарска, Мароко, Северна Македонија, Сан Марино, Словачка, Словенија, Хрватска, Црна Гора и Чешка.

## Друге успешне песме и такмичари
И песме које нису побеђивале на Евровизији су каткад постизале значајне успехе као тржишна издања. Песму “Volare”, која је постала светски хит (укључујући и многе обраде) и освојила две награде Греми, певао је Доменико Модуњо на Песми Евровизије 1958. под називом “Nel blu dipinto di blu” представљајући Италију. Друге песме које су оствариле успех на тржишту и топ листама су “L´amour est bleu” (Love Is Blue) коју изводи Вики Леандрос (Луксембург 1967), “Congratulations” од Клифа Ричарда (УК 1969), “Eres tú” од  “Mocedades” (Шпанија 1973), “Ooh Aah…Just a Little Bit” од Џине Џи (УК 1996) са номинацијом за награду Греми, “Soldi” коју изводи Мамуд (Италија 2019), као и “Snap” од Росе Лин (Јерменија 2022).
Видео за песму “Occidentali's Karma” коју изводи Франческо Габани (Италија 2017) са преко 260 милиона прегледа представља најслушанију евровизијску песму на YouTube-u. Фан клубови Песме Евровизије међу омиљене песме често издвајају и “Ein Lied kann eine Brücke sein” коју изводи Џој Флеминг (Запанда Немачка 1975), „Лане моје” од Жељка Јоксимовића (СЦГ 2004), “Qélé, Qélé” од Сирушо (Јерменија 2008) и “Fuego” од Елени Фуреирe (Кипар 2018).
Такмичари који нису остварили победу, али имали су изузетно успешне музичке каријере са преко 70 милиона продатих копија су Хулио Иглесијас, Оливија Њутон Џон, Фло Рајда, Клиф Ричард и The Shadows, Нана Мускури, Умберто Тоци и Ала Пугачова.
Међу осталим успешним учесницима Песме Евровизије са вишемилионским продајама су били Доменико Модуњо, Ђани Моранди, Лара Фабијан, Baccara, Бони Тајлер, Патрисија Кас, Карел Гот, Ајда Пекан, Ricchi e Poveri, Арсенијум (члан O-Zone), The New Seekers, Мери Хопкин, Енгелберт Хампердинк, Ана Виси, Las Ketchup, Здравко Чолић.
Други извођачи са успешним хитовима на међународним листама и запаженим каријерама у деловима Европе су Кејт Рајан, t.A.T.u., Араш, Даруд, ди-џеј Бобо, Cascada, The Rasmus, Офра Хаза, Les Humphries Singers, Ана Окса, Ал Бано и Ромина Повер, Раф, Azúcar Moreno, Тереза Кесовија, Есма Реџепова, Дино Мерлин, Тоше Проески, Сакис Рувас, Џејд Јуен (чланица Sugababes).
Крајем 90-их година 20. века и почетком 21. века, глобални успех су доживели ријалити-шоу програми, који су имали значајан утицај и на музичку сцену. Многе земље су као своје представнике на Песми Евровизије слале победнике и друге успешне учеснике из музичких такмичарских емисија као што су франшизе Идол, X Factor, The Voice, Ја имам таленат, Операција Тријумф, Звезда у успону, Звезде Гранда, Први глас Србије итд,.
Успешни музичари који су се такмичили као аутори и продуценти песама су Тимбаланд (Русија 2008), Ги Манијел д'Омам Кристо (Француска 2008), Ендру Лојд Вебер (УК 2009), Горан Бреговић (Србија 2010, Хрватска 2006), Тони Ајоми (Јерменија 2013), Села Су (Белгија 2016). Прослављени писци и песници Ани Шмит (Холандија 1956) и Мирослав Антић (Југославија 1961) су учествовали као текстописци такмичарски песама.
Своје улоге у перформансима на евровизијској сцени су имали и олимпијски шампион у уметничком клизању Јевгениј Пљушченко (Русија 2008), бурлеска играчица Дита фон Тиз (Немачка 2009) и сликарка и уметница с песком Ксенија Симонова (Украјина 2011. и Молдавија 2019).

## Ревијални програм и специјални гости
На такмичењу 1960. године је први пут изведен ревијални наступ између песама у такмичарском програму и презентовања гласова, што је временом постала традиција фестивала. Ревијални програм најчешће обухвата наступ претходног победника (који углавном отвори такмичење), наступе посвећене историји или занимљивим тренуцима Песме Евровизије, као и представљање традиције земље домаћина. Један од најпознатијих ревијалних програма је тачка традиционалног ирског плеса одиграна 1994. у Даблину, која је била први јавни наступ Риверденс-а, касније трупе са успешним турнејама широм света.
Део ревијалних наступа су биле и поп звезде као што су Мадона (2019), Џастин Тимберлејк (2016) Рита Ора (2023), Aqua (2001), али и светски познати ди-џејеви Афроџек (2021) и Бени Бенаси (2022), виолинисткиња Ванеса Меј (1998) и извођачи традиционалне музике Мариза (2018) и Горан Бреговић (2008). Током Песме Евровизије 2003. године се уживо у програм укључио Елтон Џон поздравивши такмичаре и гледаоце, док је 2013. то Авичи урадио из публике у дворани, као један од аутора химне тог издања фестивала. На евровизијској сцени су наступали и светски признати Хор бечких дечака (1967. и 2015), Прашки театар светлећих цртежа (1984), Ватра Анадолије (2004), Ансамбл Коло (2008), Циркус де Солеј (2009), Ансамбл Црвене армије Александров (2009), као и многи познати оркестри, ансамбли, па и циркуски кловнови и илузионисти. Током финала 2010. године је наступ електропоп дуа Madcon пратио и истовремени флеш моб у неколико десетина европских градова.
Песма Евровизије 1999. у Јерусалиму је завршена тако што су водитељи и такмичари отпевали “Hallelujah”, победничку песму из 1979. године, посветивши је жртвама рата на Косову и Метохији и НАТО бомбардовања СР Југославије које је било у току. Део ревијалног програма 2016. године је био и перформанс „Сиви људи” посвећен европској мигрантској кризи.
Успешни спортисти су, такође, били специјални гости Песме Евровизије, као што су боксери Виталиј и Владимир Кличко (2005), тенисер Новак Ђоковић и кошаркаш Владе Дивац (2008), који су отворили гласање публике. Током мисија у Међународној свемирској станици су се 2003. године јавили астронаути Јуриј Маленченко и Ед Лу, док су 2009. укључењем из свемира почетак гласања прогласили Генадиј Падалка и Коичи Ваката. Град домаћин је био промовисан кроз емитоване видео спотове у којима су се појављивали тенисерка Ана Ивановић (2008), фудбалер Златан Ибрахимовић (2013) и глумица и бивша мис Израела Гал Гадот (2019).
Почевши од 2013. године, успостављена је традиција да се финално вече отвара „парадом нација” или „парадом застава”, налик на церемонију отварања Олимпијских игара, уз пратећу традиционалну или популарну музику земље домаћина. Парада нација је 2016. је била посвећена шведској моди, тако да су такмичари и земље биле представљене упоредо уз модну ревију и шведски прогресивни хаус као музичку пратњу.

## Праћење и награде
Осим званичног мрежног места eurovision.tv, дешавања везана за Песму Евровизије прати велики број сајтова обожавалаца активних током читаве године, међу којима су најпознатији портали ESC Today и Wiwibloggs. Песму Евровизије прати и неколико најпознатијих кладионица на Интернету.
Званични клуб обожаватеља, ОГАЕ (Organisation générale des Amateurs de l'Eurovision, „Опште удружење евровизијских аматера"), је основан 1984. и има подружнице у бројним европским државама и широм света. Мањи број карата за Песму Евровизије за тзв. „ОГАЕ блок” се сваке године одваја и дистрибуира по нижим ценама преко националних клубова. Клуб организује и неколико годишњих интерних такмичења, међу којима и ОГАЕ Друга шанса, у којем подружнице шаљу по једну песму са националног финала која није изабрана за евровизијског представника.
Пред сваку Песму Евровизије, националне подружнице ОГАЕ гласају за своје фаворите, а ESC Today организује анкету BigPoll, у којој посетиоци настоје да прогнозирају исход предстојећег такмичења. У анкети BigPoll је 2009. учествовало 150.000 посетилаца, који су успешно погодили победника, те четири од првих пет, и девет од првих десет песама, док је у полуфиналној анкети било 114.000 прогноза, које су успешно погодиле 19 од 20 песама које су се пласирале у финале. Почевши од 2002, током евровизијске седмице, додељују се награде „Марсел Безенсон”, у три категорије: награда окупљених новинара, награда за најбољу композицију по избору композитора песама-учесница, и награда за најбољи наступ по избору претходних победника. Након завршеног такмичења, своје награде у бројним категоријама додељују ESC Today и ESC Radio, мрежни радио који током читаве године емитује евровизијске песме. Међу годишњим евровизијским ритуалима је и награда „Барбара Декс”, названа по представници Белгије 1993, која се сваке године од 1997. по избору посетилаца мрежног места Eurovision House додељује после такмичења најгоре обученом учеснику.

## Зелена соба
Зелена соба или „грин рум” („greenroom” на енглеском) је место у или поред арене, или иза позорнице где се извођачи одмарају после наступа. Добила је назив по томе што су, у прошлости, ова места за одмарање обично била зелене боје. Данас, зелене собе нису нужно зелене боје, али је име остало. Традиционално, она се налазила иза позорнице, а од 2012, проналажени су разни начини да се она уклопи у арену. 2021. године, грин рум је заузео место целог пода арене где је оригинално требала да стоји публика, план који је напуштен због пандемије.

## Слика у јавности и критике
Песма Евровизије остаје један од најгледанијих телевизијских догађаја у целој Европи, са универзалном привлачношћу, чије се гледалиште не уклапа у једноставне социолошке категорије. 2021. године, Песма Евровизије је имала удео у гледаности од 40,5% међу свим старосним групама, а највећи успех је остварила у групи 15-24 године, где је удео у гледаности био 52,8%. Мерењима у 2015. и 2016. године је показано да је у свету Песма Евровизије била гледанији програм од Супербоула (укључујући и традиционални шоу на полувремену са музичким звездама) и доделе Оскара. Пренос Песме Евровизије 2008. био је у Србији најгледанији телевизијски програм у историји мерења гледаности.
Песмом Евровизије традиционално доминирају лагано оркестриране поп песме, једноставних, певљивих рефрена, познатих као шлагер, због чега се често назива фестивалом лаких нота. Позициони систем гласања по државама и ограничење трајања песама на три минута значе да се песме настоје допасти гледаоцима свих укуса (описивано као „вечита журка поп музике средином пута, комбиноване са екстремним политичким гласањем”), истовремено покушавајући каквим триком привући пажњу на себе међу мноштвом других такмичара. Само 2004. године, на сцени су виђени српски опанци, кожни корсети, штуле, котураљке, анђеоска крила, гимнастичар у поткошуљи, додоле (призивачице кише), те група која се њихала у ритму коитуса и низ сличних, експлицитних аранжмана. Само међу песмама победницама били су и наслови Diggi-loo, diggi-ley, Boom-bang-a-bang, Ding-a-dong, La-la-la; од увођења слободе избора језика, многи певају на, како је писао Си-Би-Си, „евровизијском индијском енглеском, неоптерећеном стварима попут синтаксе, логике или разумљивости”.

Песма Евровизије је због ових атрибута, „народних ношњи, баналних текстова, већ сварене музике, изанђалих водитеља са још изанђалијим шалама, све наглашенијим трешењем задњице и општом претераношћу” називана „годишњом екстраваганцом кича”, „најшундастијим годишњим телевизијским догађајем”, „такмичењем које је добар укус заборавио” које „обожавају љубитељи камп забаве свугде”, „спектаклом који је толико лош да је добар”, или, речима министра културе Француске из 1982. када се ова земља на годину дана повукла са такмичења, „спомеником бесмислу”.
Песма Евровизије се у неким земљама, посебно Уједињеном Краљевству, види мање као надметање песама него као прилика за смехом испуњено вече. Међу коментарима такмичења „које волимо да мрзимо” (речима Би-Би-Сија) британског коментатора Терија Вогана били су и „то је једна иста песма коју Французи певају откако су окачили веш по Мажино линији”, „мора да носиш ту кошуљу зато што си изгубио опкладу!”, или пак „холандски гласачи су традиционално луди као кофа жаба”. Данска је званично протестовала након што је Воган током преноса Песме Евровизије 2001. цело вече називао водитеље „Доктор Смрт и Вила Млечнозуба”.
У Грчкој су бројне организације покушавале да спрече групу да учествује. Ники Константиноу, председник Уније власника ресторана и барова Грчке, је јавно затражила од народа Финске и Грчке да не дозволи групи Лорди учешће у такмичењу, тврдећи да је група сатанистичка. Још три организације у Грчкој су покренуле законске акције против групе. Сам Мр. Лорди је одговорио на оптужбе и чврсто порекао сатанизам. Изјавио је да сатанистичке групе не би написале песме као што су "Hard Rock Hallelujah" или "Devil Is A Loser". У Кипру, православне хришћанске групе су покушале да спрече свој јавни сервис да пошаље песму „El Diablo” (Ђаво) на Песму Евровизије 2021. године, тврдећи да је сатанистичка, и тражили слање песме која „промовише кипарску историју, традицију и културу”. Протестанти су носили знакове са натписима „протестујемо мирно, не Ел Дијаблу”, „одрекни се ђавола, врати се Христу” и „Христ спашава, Ел Диабло убија". Песма је ипак послата на избор.
Део наступа у којем Сергеј Стјепанов свира саксофон у песми Run Away са којом је група Санстроук Пројект представљала Молдавију на Песми Евровизије 2010, постао је интернет феномен широм света, а снимљена је и десеточасовна и многе друге верзије и пародије, под називом Epic Sax Guy, које су на Јутјубу прегледани више десетина милиона пута.
Амфилохије Радовић, митрополит црногорско-приморски Српске православне цркве је довео у везу поплаве на Балкану 2014. са победом драг квин Кончите Вурст на Песми Евровизије неколико недеља раније, објаснивши „да нас Бог искушава како бисмо се вратили на прави пут”.
Песма Евровизије је била тема скечева у телевизијским серијама „Летећи циркус Монтија Пајтона” и „Бени Хил Шоу”, као и израелског филма „Капкејкови” и филма „Песма Евровизије: Прича ватрене саге” за који је сценарио писао и играо главну улогу Вил Ферел.

### Суседско и гласање дијаспоре
Анализе резултата гласања указују и на „пријатељско” гласање, у којем велики број поена размењују суседне и политички блиске земље. Грчка и Кипар из деценије у деценију размењују максималних 12 поена. Изузетно су јаки и балтички/некадашњи совјетски, скандинавски и балкански гласачки блокови. Од увођења телегласања, на гласање утиче и демографски фактор, пошто емигранти масовно гласају за своје етничке матице. Ова појава је најприметнија код извођача из земаља са великом емиграцијом, на пример Турске и Грчке, или етнички мешовитих региона попут Балкана, тако да резултати телегласања могу подсећати на податке из етничког пописа. Примера ради, 2005. године, гласање у финалу отворила је Аустрија овако: 6 поена—Румунија, 7 поена—Турска, 8 поена—Хрватска, 10 поена—Босна и Херцеговина, 12 поена—Србија и Црна Гора. Поборници Евровизије појаву блоковског гласања објашњавају тиме да је природно да публика на географски и културно блиским просторима, често на тржишту истих медија и музичких кућа, има сличан музички укус, те и да лакше препознају извођаче из блиских земаља.

## ЛГБТ+ видљивост
Избор за Песму Евровизије већ деценијама има своје фанове у ЛГБТ+ заједници, а организатори су се активно трудили још од 90-их да те фанове укључе у такмичење. До данас, Песма Евровизије и даље изазива негодовање међу конзервативним струјама које углавном делују на истоку Европе.

## Критике и контроверзе
Правила Европске радиодифузне уније покушавају да сачувају аполитични карактер манифестације, али је Песма Евровизије од својих раних фаза представљала потенцијалну платформу за исказивање геополитичких ставова. Међу најпознатијим контроверзама су сведочења новинара о утицају шпанског диктатора Франсиска Франка на гласање на Песми Евровизије 1968. како би донео победу Шпанији, након чега је Масијел однела победу за један поен изнад фаворизованог британског представника Клифа Ричарда чија је песма “Congratulations” касније постала позната широм света.
Песма “E Depois do Adeus” Паула де Карваља која је представљала Португалију 1974. године је двадесет дана након такмичења искоришћена као скривена порука на радију упућена армији за отпочињање Каранфилске револуције којим је свргнут диктатор Марсело Каитано Грчка се повукла с такмичења 1975. године због дебија Турске која је извршила инвазију на Кипар годину дана раније. Наредне године се Грчка вратила с песмом “” која је критиковала турску спољну политику, због чега се Турска повукла с Песме Евровизије.
На Песми Евровизије 1990. је представљен велики број песама инспирисаних падом Гвоздене завесе и Берлинског зида и најављеном Уговору о Европској унији, са насловима попут Заједно:1992, Негде у Европи, Нема више зидова, Живети слободно или Бранденбуршка капија.
Наранџаста револуција у Украјини се десила 2004. године након победе те земље на Песми Евровизија, па је организација наредног издања схваћена у политичком врху као прилика да се Украјина покаже у најбољем свету. Песма Разом нас бахато, химна револуције, изабрана је за представника те земље; по захтеву ЕУР, из текста су уклоњене непосредне оде председнику Јушченку, а извођење прерађене „химне свих бораца за слободу” пратили су вокали који су пред крај покидали ланце и окове.
Грузија је првобитно најавила повлачење с Песма Евровизије 2009. године у Москви због умешаности Русије у рат у Грузији, али је ипак потврдила учешће након победе на Дечјој песми Евровизије 2008. уз максималних 12 поена од Русије. За представника Грузије је изабрана група “Stephane & 3G” с песмом “” која је представљала игру речи која је могла да буде протумачена и као политичка порука против тадашњег премијера Русије Владимира Путина. Референтна група ЕРУ је упутила предлог грузијском емитеру да промени песму или, барем, речи, што је Грузија одбила оптужујући Русију да врши притисак, што је резултирало званичним повлачењем Грузије с такмичења те године.
Јерменија је Песму Евровизије 2015. искористила као прилику да обележи сто година од геноцида над Јерменима на подручју Османског царства. Састављена је група од јерменске дијаспоре са свих континената и представљена песма “Don't deny” („Немој да негираш”), чији је наслов могао да се протумачи као директна порука државама које одбијају да признају карактер масовних убистава као геноцид, због чега је морао да буде промењен назив песме.
На конференцији за медије 2017. након првог полуфинала је представник Португалије и каснији победник такмичења, Салвадор Собрал, скренуо пажњу на европску мигрантску кризу носећи мајицу с натписом “S.O.S. Refugees” и критикујући третман према избеглицама у Грчкој, Турској и Италији. ЕРУ је издао саопштењем којим је рекао да је Собрал искористио такмичење да би послао политичку поруку и да би могао да буде суспендован уколико би поново носио исту мајицу током фестивала.
Неколико бивших представника Белорусије је током 2020. и 2021. године јавно подржало протесте против ауторитарне владавине Александра Лукашенка, оптужило јавни сервис за цензуру, па и подржало забрану учешћа тој земљи на Песми Евровизије. Еуген Перлин, дугогодишњи коментатор такмичења и водитељ Дечје песме Евровизије 2018. је напустио националну телевизију као подршку протестима. За представника 2021. је Белорусија представила групу “Гласови с места” чији је дотадашњи рад исмевао, па је изабрана песма “Ya nauchu tebya (I'll Teach You)” тако протумачена због чега је била предмет критика у белоруској јавности. Европска радиодифузна унија је захтевала промену песме због довођења у питање неполитичке природе и репутације такмичења.

### РТС цензура 2025
У другом полуфиналу је уживо наступала група Oxajo са песмом "МаМа" коју су пратили алтернативни текст и визуали и које су многи протумачи као подршку студентским протестима. Након чега је РТС на свом званичном YouTube каналу ”RTS Pesma Evrovizije - Zvanični kanal” уклонио снимак и заменио са новим, унапред снимњеним као помоћни видео материјал и који није садржао спорни текст. Након притиска јавности РТС је вратио оригинални снимак.. Оливера Ковачевић се огласила за медије и тврдила да ”Нико није цензурисан”.
Спорan алтернативни текст који је изостао у замењеном снимку:
| „ | Ходају од града до града, шири се слобода. Више се не плашимо, ту смо спремни. Џаба ми темпо спушташ, не умем то. | ” |

### Израел и арапске земље
Израелско-арапски сукоб и проистекла политичка ситуација су у великој мери утицали на учешће многих земаља на Песми Евровизије. Први наступ Израела 1973. године је био под посебним мерама опреза пошто се догодио годину дана након масакра израелских спортиста на Олимпијским играма у Минхену од стране палестинских терориста из организације „Црни септембар“.
Већина арапских земаља северне Африке и блиског истока су такође чланице ЕРУ и имају право наступа на Евровизији. Током преноса фестивала 1978. године јорданска телевизија је за време наступа Изара Коена убацила интермецо, а пренос је прекинут истог момента када је Израел проглашен за победника. Иако је изабрала представника за Песму Евровизије 1979. године, Турска се повукла са такмичења у Јерусалиму због притиска арапских земаља. Једина арапска држава која је наступила на овом фестивалу био је Мароко који је наступио 1980 када је Израел одустао од учешћа. Либан је најавио учешће 2005. у Кијеву и чак је била изабрана и песма, али пошто закони те арапске земље забрањују било какво емитовање израелских садржаја, представници државне телевизије Либана су тражили од ЕРУ-а дозволу да током наступа Шири Мајмон пуштају рекламе што је ЕРУ одбила.
Током наступа на 2000. године чланови групе „Пинг Понг” који су представљали Израел су махали заставама Израела и Сирије позивајући на мир у региону. На такмичењу 2009. године су представнице Израела биле Ноа и Мира Авад, јеврејска и арапска певачица које су извеле песму „There Must Be Another Way” (Постоји и други начин) која је садржала делове и на хебрејском и арапском језику. Њих две су песму описале не као песму мира, већ као песму која позива на поштовање хуманости других.
Након тријумфа Израела 2018. године, током победничког говора, Нета Барзилај је изјавила: „Следећи пут у Јерусалиму”, што је изазвало бројне контроверзе. Влада Израела је инсистирала да се наредно издање такмичења одржи у Јерусалиму, који својим главним градом сматра и Држава Палестина, али је због притиска јавности одабран Тел Авив. Више од 140 уметника из целог света је потписало петицију којом позивају на бојкот Песме Евровизије у Израелу због окупације палестинских територија, третмана према Палестинцима у Израелу и оптужби за ратне злочине почињене од стране израелске војске. Представници Исланда, група Хатари, су током преноса финала показали палестинске транспаренте, а двоје плесача током наступа Мадоне у ревијалном делу се држало за руке док су имали залепљене заставе Израела и Палестине на леђима.

### Југославија и проистекле земље
Једина социјалистичка држава, потекла из Источног блока, која је учествовала на Песми Евровизије је Југославија, што је често тумачено као гест независности Јосипа Броза Тита од Москве.
Након распада Југославије прве новоформиране државе су дебитовале 1993. године. Хрватска се представила с песмом “Don't ever cry” коју је изводила група „Пут” и завршила стихом „Немој да плачеш, моје хрватско небо”, док је Босну и Херцеговину представљао Мухамед Фазлагић Фазла с песмом „Сва бол свијета” која је говорила о текућем рату у тој земљи. У медијима су били актуелни наводи да је процес избора за представнике у Босни и Херцеговини вођен по тзв. националном кључу како би се смењивали конститутивни народи (Бошњаци, Срби, Хрвати). СР Југославији није било дозвољено учешће због санкција све до петооктобарских промена и пријема у Уједињене нације. Процес примања Србије и Црне Горе у ЕРУ је покренут 2002. године, а дефинитивни деби на Песми Евровизије се догодио 2004. када је Жељко Јоксимовић освојио друго место с песмом „Лане моје”.
 Као симболичан увод у распад државне заједнице СЦГ две године касније је у медијима представљан избор за представника 2006. године. На Европесми-Еуропјесми одржаној у Београду се десио инцидент када је публика негодовала због победе црногорске групе No Name (Но Нејм) након што чланови жирија из Црне Горе нису дали ниједан поен победницима Беовизије 2006, Фламингосима и Луису, и другопласираној Ани Николић. Како није дошло до договора представника РТС-а и РТЦГ-а, Србија и Црна Гора је остала без представника на Песми Евровизије. С обзиром да је пријавила учешће и платила котизацију, било јој је дозвољено да гласа, што је била јединствена ситуација у историји такмичења у којој је гласала земља која није имала представника. Референдум о независности Црне Горе је одржан дан након такмичења у Атини, на којем се 55,5% изашлих определило за проглашење независности Црне Горе.
У периоду припрема за Песму Евровизије 2008. у Београду и избор представника Србије, проглашена је независност Косова што је довело до политичке ситуације у земљи због којег је за неколико недеља одложена Беовизија 2008, фестивал на којем је изабран представник. У медијима су се јављали наводи да су текстови појединих песама на Беовизији били посвећени косовској тематици, што је Владимир Граић неколико година касније потврдио коментаришући песму „Завет” коју је изводила група Beauty Queens (Бјути Квинс). Слични наводи су постојали и за победничку песму Оро коју је изводила Јелена Томашевић и у чијем се тексту, између осталог, помиње Видовдан, празник на који се догодила Косовска битка, као централни догађај косовског култа.
Након што су представници БЈР Македоније Влатко Лозаноски и Есма Реџепова на 2013. године објавили спот песму „Империја”, он је био предмет контроверзи због тога што је оцењен као промоција пројекта Скопље 2014. Песма је након месец дана промењена.

### Простор бившег Совјетског Савеза

#### Азербејџан и Јерменија
Водећи разлог у политичком сукобу Азербејџана и Јерменије је статус области Нагорно-Карабах коју Азербејџан сматра својом аутономном облашћу, а која је под политичком и војном контролом већински насељених Јермена који су прогласили Републику Арцах. Јерменија је дебитовала 2006. године с певачем Андреом, који је управо из спорне области. Азербејџан је дебитовао две године касније.
На Песми Евровизије 2009. године је делегација Азербејџана протестовала зато што је у разгледници која је најављивала јерменског представника приказан споменик Ми смо наше планине из области Нагорно-Карабах. Разгледница је промењена, али је током презентовања гласова Јерменије Сирушо у рукама држала таблу с које је читала гласове и на чијој залеђини се налазила слика споменика. Исте године су постојале су оптужбе да је на националној телевизији Азербејџана био замагљен број на који је могло да се гласа за Јерменију, а накнадно је Министарство националне безбедности позвало на саслушање неколико грађана који су гласали за Јерменију.
Такмичење 2012. је одржано у Бакуу након победе Азербејџана претходне године. Иако су власти Азербејџана обећале да ће гарантовати за безбедност јерменских представника и фанова, Јерменија је одлучила да одустане од такмичења након кампање бојкота коју је предводила група од 22 певача и бивших представника на Песми Евровизије.
Представница Јерменије Ивета Мукучјан је током прве полуфиналне вечери 2016. године махала заставом Републике Арцах, због чега су званичници ЕРУ најавили казну јерменској телевизији због кршења забране слања политичких порука. Од када се јавно објављују детаљни резултати и рангирање чланова жирија, готово сваки пут су жирији Азербејџана и Јерменије једни друге једногласно ставили на последње место.

#### Русија и Украјина
Политички односи Русије и Украјине и њихов однос на Песми Евровизије је значајно промењен након рат на истоку Украјине и Кримске кризе. Због почетка рата и отежане финансијске ситуације, Украјина се повукла с Песме Евровизије 2015. године, а Русија је послала популарну певачицу Полину Гагарину с песмом посвећеној миру. Гагарина је освојила друго место, а током процедуре гласања су водитељке у хали, због звиждања током доделе поена Русији, скретале пажњу да је Песма Евровизије музичко такмичење које није повезано с политиком.
Украјина се вратила наредне године и однела победу године с песмом „1944” коју изводи Џамала, а која говори о породичном искуству током протеривања Татара с полуострва Крим од стране совјетских власти. Непосредно након самог одабира ове песме, поједини руски политичари, као и власти проглашене Републике Крим, оптужили су украјинске органе власти да се песма користи за „напад на Русију” и „истицање трагедије Татара да би се европским гледаоцима створила лажна слика наводног срамоћења Татара на руском Криму”.‍ Ипак, публика у Украјини је Русији доделила максималних 12 поена, док је руска публика доделила Украјини 10 поена.
Јулија Самојлова (руска представница 2018) је одабрана да представља Русију 2017. године на такмичењу одржаном у Кијеву, али је Служба за безбедност Украјине забранила је Самојловој улазак на територију земље на три године због кршења закона услед њеног наступа на спорној територији Крим. ЕРУ је предложила руској телевизији да промени такмичара или да преноси наступ своје представнице преко сателита, што је одбијено и што је довело до одустајања Русије од Песме Евровизије те године.
На избору за представника Украјине на Песми Евровизије 2019. је победила певачица Марув, која је одбила да потпише уговор којим би се обавезала да неће наступати у Русији и да ће представљати ставове украјинског друштва. Певачица је издала саопштење у којем је навела да не жели да претвара своје учешће у промоцију политичара. Украјина је тако остала без представника те године.
Уочи Песме Евровизије 2022. избори за представницу Украјине поново су завршени контроверзно, а њена победница Алина Паш оптужена је да је на Крим ушла преко Русије, чиме се крше украјински закони. Затим ју је заменила група Kalush Orchestra као украјински учесник на такмичењу. Након руске инвазије на Украјину и накнадних протеста других конкурентских земаља, Русија је у потпуности искључена из учешћа у такмичењу.

#### Русија и Грузија
Грузијски јавни сервис ГПБ је у августу 2008. открио да неће учествовати на Песми Евровизије 2009. која се одржавала у Москви, у Русији, због Рата између Грузије и Русије у 2008. години. ГПБ је изјавио да „не жели да учествује на такмичењу које организује држава која крши људска права и међународне законе”. ГПБ је касније своју одлуку преиначио у децембру 2008. године, после разговора са Европском радиодифузном унијом (ЕРУ, која организује Песму Евровизије), као и после победе Грузије на Дечјој песми Евровизије 2008. на којој је Русија дала своје највеће поене (12 поена) Грузији. У фебруару 2009. године се појавила петиција под именом „Бојкотујмо Москвавизију” која је позивала на ГПБ да не учествује на такмичењу.
Избор песме „We Don't Wanna Put In" (буквално, „Не желимо да се трудимо" / „Не желимо Путина") на грузијском националном избору је праћен великом медијском пажњом због политичких конотација речи песме. О овој песми, која је критика политике Владимира Путина, се шушкало широм Европе, са нагађањима да није подобна за Песму Евровизије због правила која бране политичке поруке у песмама. Говорник ГПБ-а је одбацио наводе да је песма политичке природе, а ЕРУ је одбила да да изјаву све док им песма није званично послата као грузијска песма за Песму Евровизије. 2. марта 2009. је политичка група Млада Русија одржала протест у Москви против песме.
Дана 10. марта 2009, ЕРУ је рекла ГПБ-у да речи песме крше правила такмичења и тражили од њих да речи песме промене, или да пошаљу другу песму. 11. марта, ГПБ је изјавио да песма или њене речи неће бити промењени, да песма нема политичку поруку и тврдили су да је одбацивање песме од стране ЕРУ политички притисак Русије на Грузију. Грузија се тиме ефективно повукла са такмичења. Ово је било и потврђено 16. марта кад је изашао редослед наступа на ком се Грузија није појавила. Грузија је требало да учествује у првом полуфиналу 12. марта 2009.
ГПБ није ни емитовао такмичење 2009, али се вратио на такмичење 2010. у Ослу, у Норвешкој.

## Такмичења по узору на Песму Евровизије
| Име                                          | Одржавање                        | Учесталост              | Опис |
| -------------------------------------------- | -------------------------------- | ----------------------- | --- |
| Дечја песма Евровизије (енгл. )              | 2003-данас                       | Једном годишње          | Такмичење за певаче од 9 до 14 година старости, формата и пропозиција налик на Песму Евровизије, одржава се од 2003. године, такође у организацији Европске уније за радиодифузију. ЕРУ је такмичење основала по узору на дечје такмичење песама, касније „Нордијску дечју Евровизију”, која се од 2000. године одржавана у Данској.                                                                      |
| Песма Америке (енгл. )                       | 2022.                            | Једном                  | Такмичење веома сличног формата и пропозиција налик на Песму Евровизије, које ће се одржавало 2022. у ком су се такмичиле 50 америчких савезних држава, 5 америчких територија и Округ Колумбија (Вашингтон). |
| Песма Турквизије (тур. )                     | 2013-данас                       | Углавном једном годишње | Такмичење основано од стране Турске после повлачења са Песме Евровизије. На њој се такмиче државе и аутономни региони са туркијским становништвом. |
| Млади Музичари Евровизије (енгл. )           | 1982-данас                       | Једном у две године     | Такмичење извођења класичне музике за учеснике старости између 12 и 21 године. Одржава се сваке друге године од 1982. |
| Хор Евровизије (енгл. )                      | 2017-данас                       | Једном у две године     | Такмиче се хорови из земаља чланица ЕРУ. |
| Међународни фестивал песама у Сопоту (пољ. ) | 1961-1980; 1984-2009; 2012-данас | Углавном једном годишње | |
| Песма Интервизије (пољ. )                    | 1977-1980; 2008.                 | Једном годишње          | Такмичење по узору на Песму Евровизије на којем су учествовале земље бившег Источног блока, које је организовала Интервизија, телевизијска мрежа националних емитера ових социјалистичких земаља. Песма Интервизије је одржавана у Сопоту као замена за Међународни фестивал; укинута је 1981. када је у Пољској уведено ванредно стање, а сам Фестивал је поново организован од 1985. под старим именом. |
| Оријент, Фестивал источне музике             |                                  |                         | Одржан први пут у Сарајеву, са учесницима из Азије и Европе. |
| Песма Бундесвизије ( )                       | 2005-2015.                       | Једном годишње          | Такмичење шеснаест савезних држава Немачке, које од 2005. организује утицајни забављач Штефан Раб. |
| Магични циркус Евровизије (енгл. )           | 2010-2012.                       | Једном годишње          | У њему су деца између 7 и 14 година из држава сталних чланица ЕРУ изводила разне циркуске тачке. |
| Плес Евровизије (енгл. )                     | 2007. и 2008.                    | Једном годишње          | Телевизијско такмичење у плесном спорту, које се одржало 2007. и 2008. у организацији ЕУР и Би-Би-Сија. Отказано је после два издања због мањка интереса. |
| Канадска песма Евровизије (енгл. )           | 2023.                            |                         | Такмичење по узору на Песму Евровизије у ком се такмичи 10 канадских провинција и 3 територије. |
| Латиноамеричка песма Евровизије (енгл. )     | 2023.                            |                         | Такмичење по узору на Песму Евровизије на ком се такмиче државе Латинске Америке.<>„EUROVISION SONG CONTEST TO LAUNCH IN LATIN AMERICA”. ebu.ch. Европска радиодифузна унија. 2022-07-12. Приступљено 2022-07-12.</ref> |
| Азијска песма Евровизије (енгл. )            | Није одржано                     | /                       | Предложено такмичење засновано на евровизијском формату на ком би се такмичиле државе у Азији и Пацифику. Планови су отказани 2021. после 5 година неуспешног развијања пројекта. |
| „Светска визија: Америчка химна” (енгл. )    | Није одржано                     | /                       | Предложено такмичење засновано на евровизијском формату, на који је америчка телевизијска мрежа Ен-Би-Си откупила права од ЕУР. На такмичењу би, учествовале песме из 50 америчких савезних држава, а замишљено је као конкуренција Идолу. Ови планови нису остварени, али је 15 година касније Ен-Би-Си поново откупио права од ЕРУ за формат Евровизије и емитоваће Песму Америке.                      |
| Таленат Евровизије (енгл. )                  | Није одржано                     | /                       | Прво издање би се одржало 2009. у Русији и откривало би нови певачки таленат Европе. |

На јесен 2005, ЕУР је организовала посебан програм као прославу педесетогодишњице Песме Евровизије, који је, под називом Честитамо! (по истоименој песми, са којом је Клиф Ричард представљао Уједињено Краљевство 1968) одржан у Копенхагену. У опуштеном програму слављеничке атмосфере, који је водила Катрина Лесканич, учествовао је уживо велики број учесника из првих 50 година и приказани исечци из историје такмичења, а међу 14 песама које су претходно одабрали ЕУР и публика гласањем преко Интернета, бирана је телегласањем најпопуларнија песма Евровизије свих времена, за коју је изабрана песма Waterloo шведских представника АББА 1974.